# Unimog

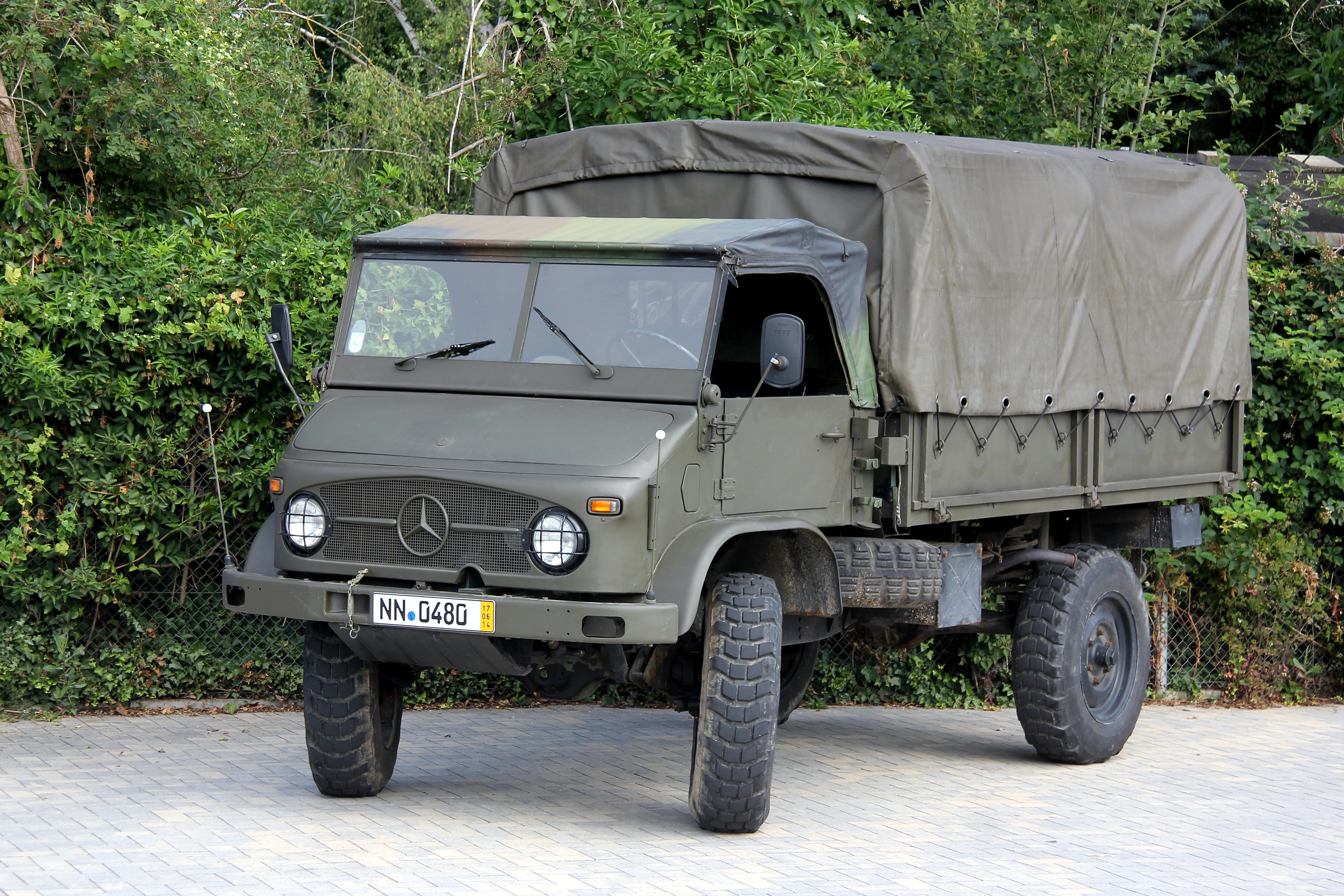
Unimog S 404 (1955 bis 1980). Heute gilt dieser Unimog als das bekannteste Modell.

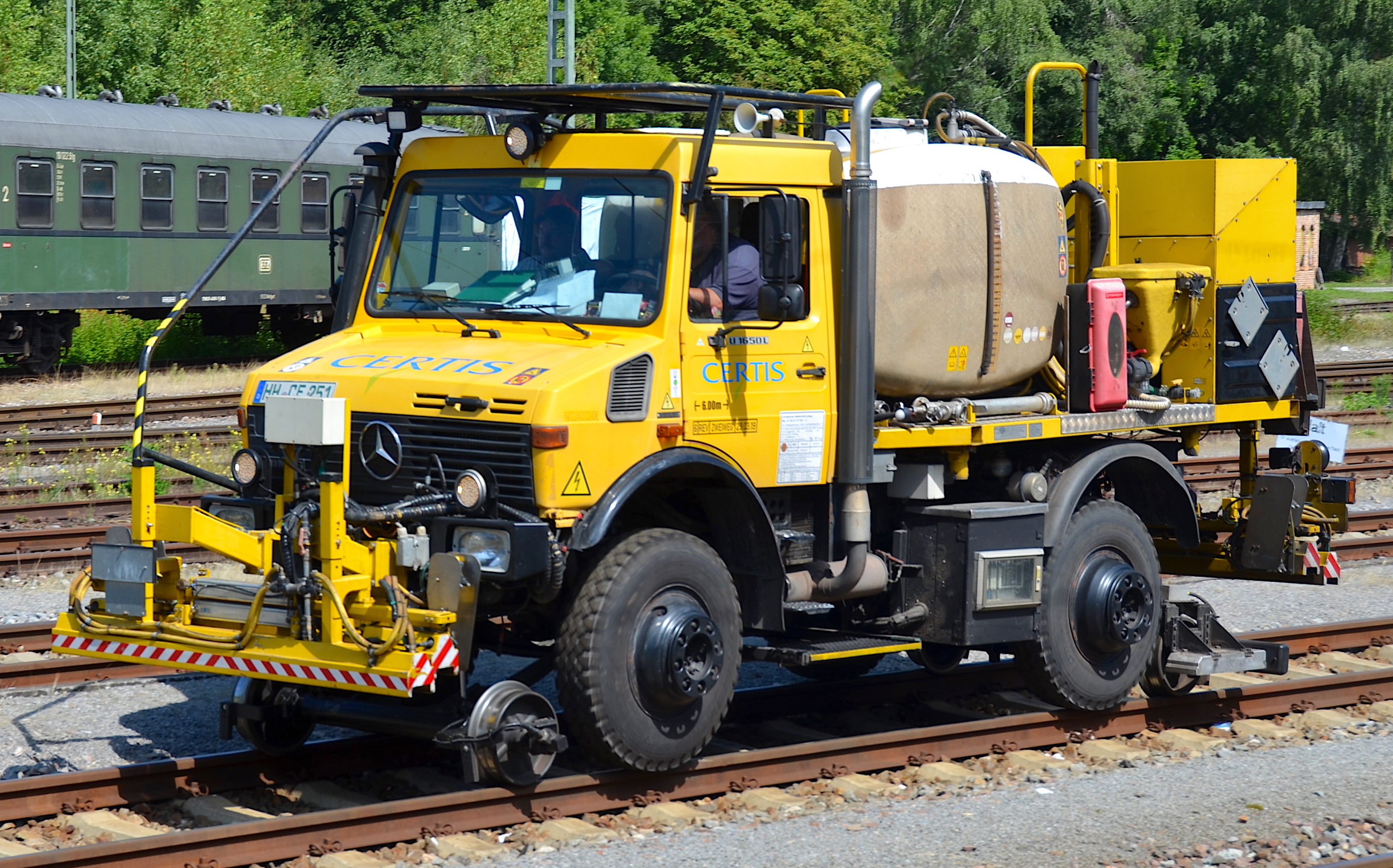
Zweiwegefahrzeug zur Vegetationsbekämpfung auf Unimog-Fahrgestell

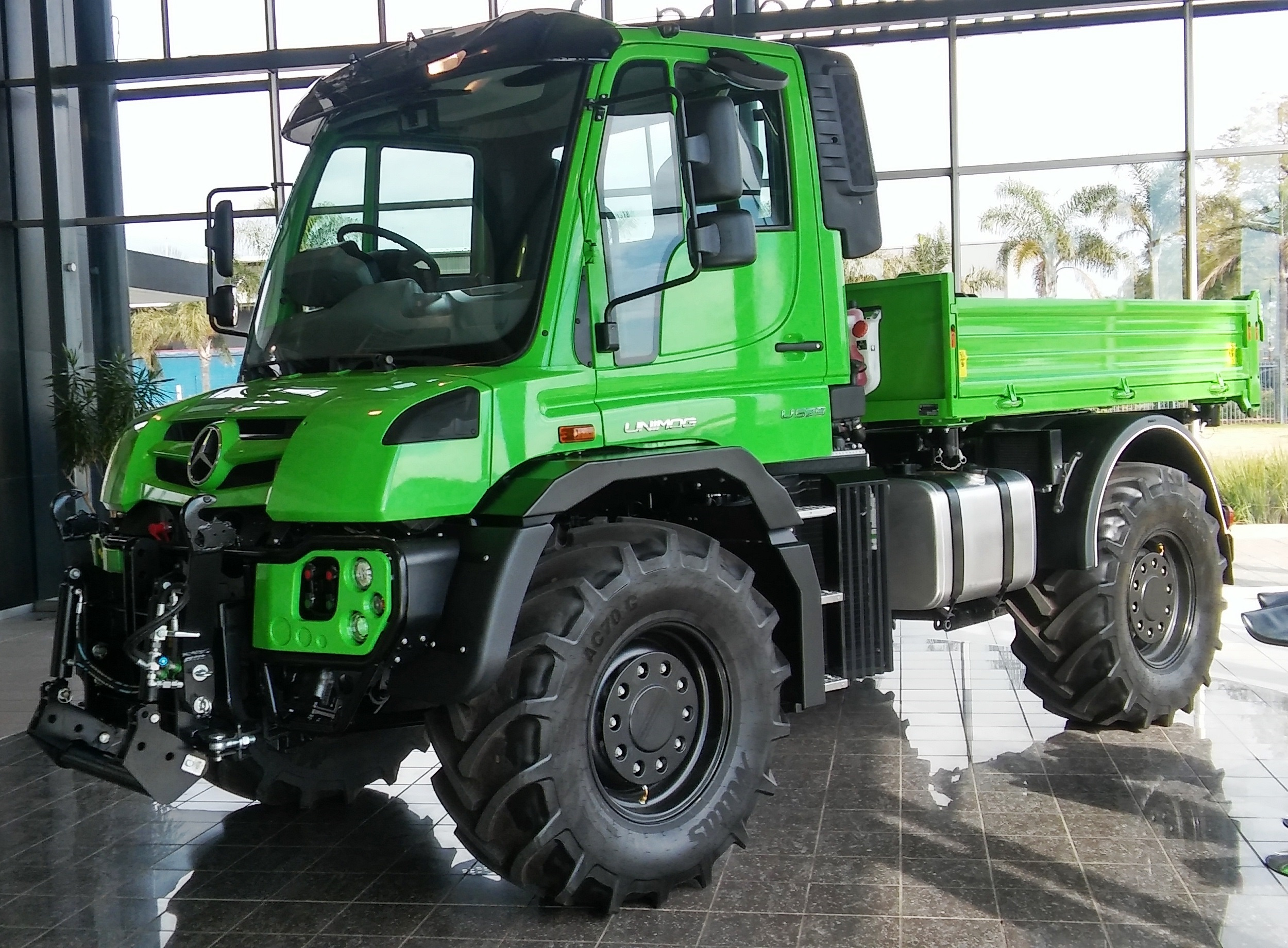
Unimog der aktuellen Modellreihe 405, Typenbezeichnung U529

Der Unimog (Akronym für Universal-Motor-Gerät) ist eine Fahrzeugbaureihe von Mercedes-Benz, die von Daimler Truck hergestellt wird. Erfunden wurde er von Albert Friedrich. Konstruiert ist der Unimog als allradgetriebener Geräteträger und Klein-Lkw mit Portalachsen und wird vor allem in Land- und Forstwirtschaft, beim Militär und für kommunale Aufgaben in 160 Ländern eingesetzt. Einige Unimogmodelle sind klassische Dual-Use-Güter und werden auch für andere Aufgaben in unwegsamem Gelände, z. B. als Bohrfahrzeug oder bei der Katastrophenhilfe verwendet. Die Fahrzeuge sind als „Frontsitztraktor mit Allradantrieb“ klassifiziert.
Die seit 1945 entwickelten Fahrzeuge wurden ab 1949 serienmäßig zunächst in Göppingen bei der Gebr. Boehringer GmbH gefertigt. Nach der Übernahme der Produktion durch den bisherigen Motorenlieferanten Daimler-Benz im Jahr 1950 wurde der Unimog ab 1951 im Werk Gaggenau gebaut, bevor 2002 die Produktion ins Mercedes-Benz-Werk Wörth wechselte. In Argentinien wurde der Unimog in Lizenz aus angelieferten Teilesätzen montiert. Das argentinische Unimog-Werk befand sich in González Catán am Stadtrand von Buenos Aires. Die ursprünglich für die argentinische Armee vorgesehene Produktion begann dort im Jahr 1968.

## Der NameUnimog
Der Ingenieur Hans Zabel vermerkte auf einer Zeichnung den Namen „Universal-Motor-Gerät“, der zum Akronym „Unimog“ zusammengezogen wurde. Offiziell erhielt das Fahrzeug den Namen am 20. November 1946. Seit 1950 ist Unimog eine eingetragene Wortmarke der Daimler AG.

## Konzeption

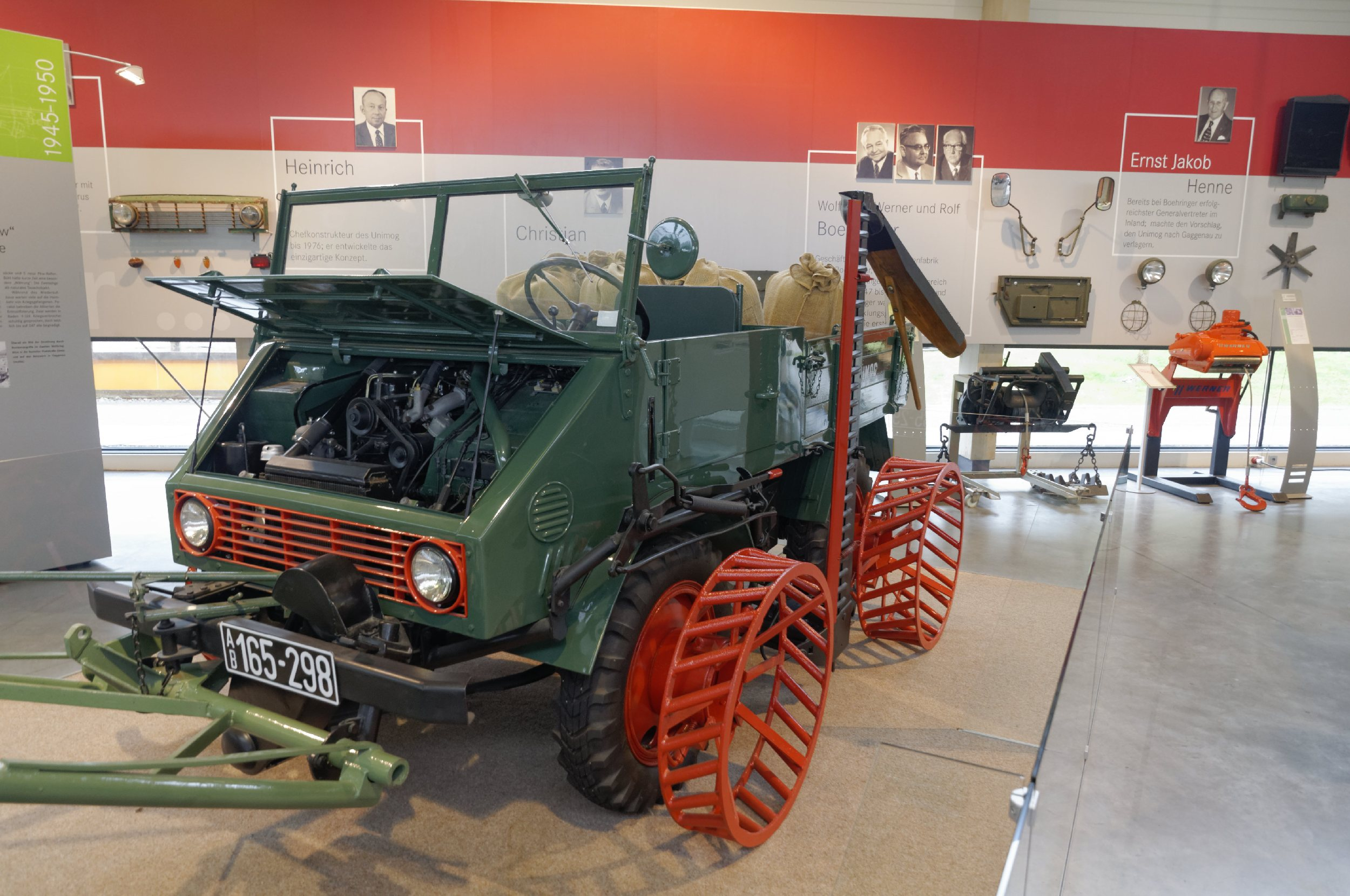
Boehringer-Unimog 70200 mit Frontanbaugerät und Mähbalken. Der dritte Anbauraum ist im Heck des Fahrzeuges, wo ein Kraftheber zur Verfügung steht.

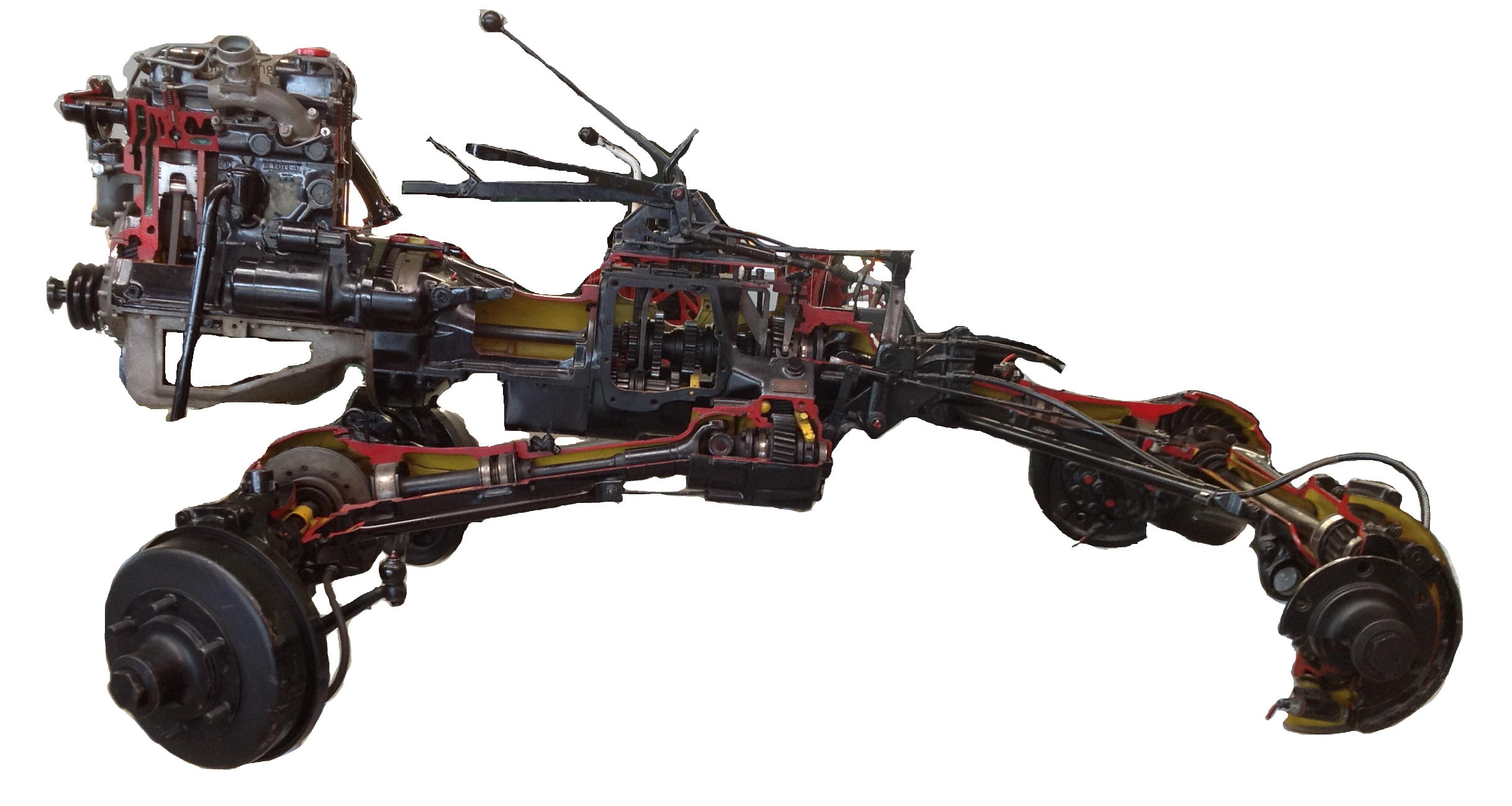
Antriebsstrang eines Unimog 411

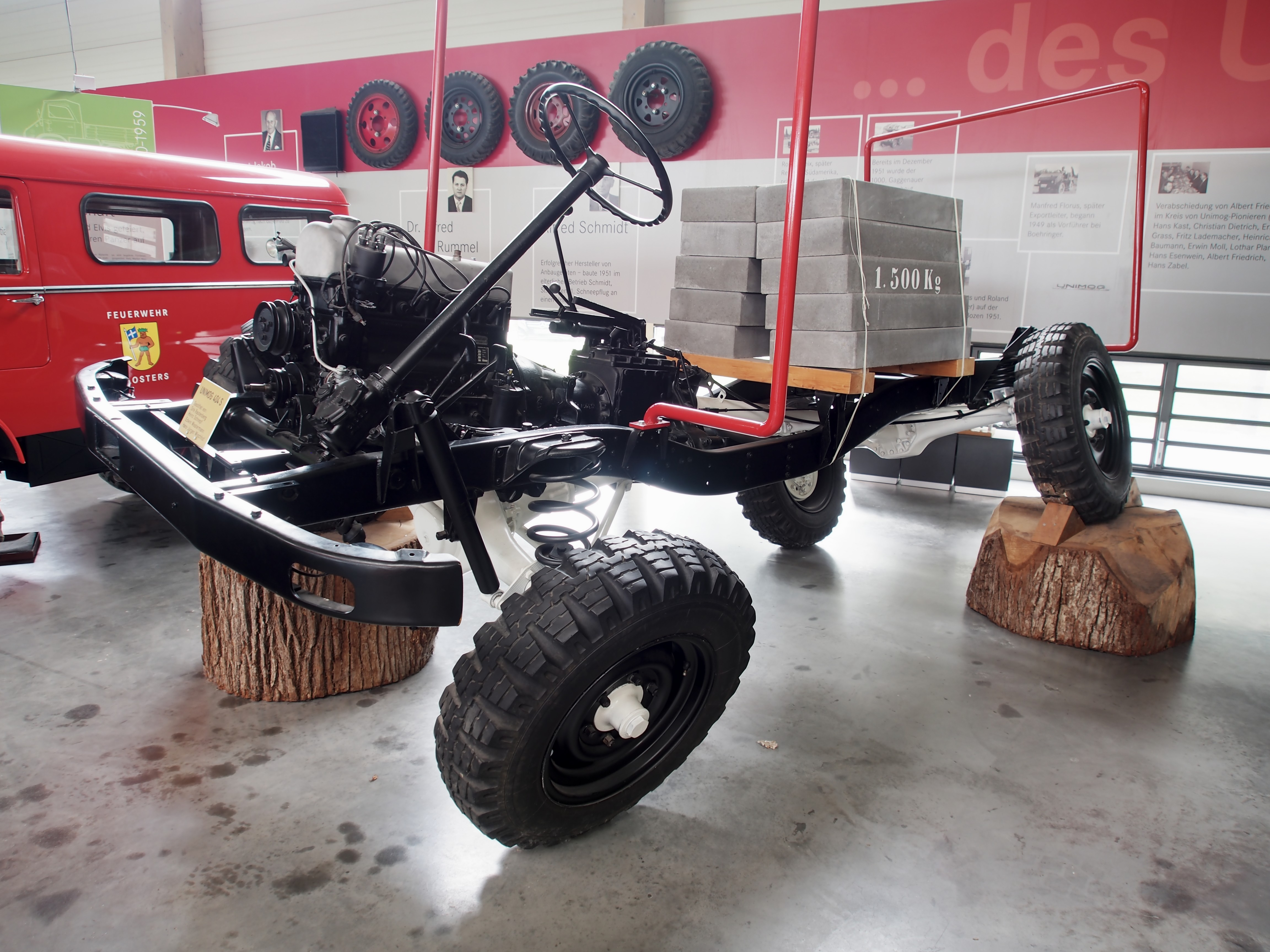
Fahrgestell eines Unimog 404. Gut sichtbar die starke, hier absichtlich hervorgerufene Achsverschränkung sowie die Kröpfung in der Mitte.

Der unmittelbar nach dem Zweiten Weltkrieg konzipierte Unimog war ursprünglich als rein landwirtschaftliches Fahrzeug gedacht. Er sollte einem zweiachsigen Schlepper ähneln, aber vier gleich große Räder, Allradantrieb mit Differenzialsperren, schraubengefederte Portalachsen, geschützte Antriebswellen in Schubrohren, Trommelbremsen an allen Rädern und einen Leiterrahmen haben. Darüber hinaus waren eine mittig angeordnete, 1,5 m² große Ladefläche für eine Nutzmasse von 1000 kg, ein wettergeschütztes zweisitziges Fahrerhaus, eine Schleppvorrichtung am Heck des Fahrzeuges sowie eine Riemenscheibe und die Möglichkeit, Anbaugeräte in drei Anbauräumen anzubringen und mit einer Zapfwelle anzutreiben, vorgesehen. Um den Unimog für Hackfruchtkulturen einsetzen zu können, wurde die Spurweite auf 1270 mm festgelegt, was zwei Kartoffelreihen entspricht. Der Motor sollte 25 PS (18,5 kW) leisten, sodass die Höchstgeschwindigkeit 50 km/h betragen würde. Als solches Fahrzeug kam der Unimog 1949 auf den Markt.
Schon bald wurde das Konzept des Unimogs überdacht, da sich der Einsatzbereich von der Landwirtschaft hin zu vielfältigeren Bereichen erweiterte. Früh wurde sein Potenzial als Militärfahrzeug erkannt, schon im September 1950 beschaffte die Schweizer Armee den Boehringer Unimog 70200. Die Unimog-Baureihe 404 wurde Anfang der 1950er-Jahre als erster Unimog speziell als militärisches Fahrzeug entwickelt. Aber auch Zusatzgerätehersteller und insbesondere landwirtschaftliche Kunden wünschten sich von Daimler-Benz eine schwere Unimog-Baureihe, da der ursprüngliche Unimog, inzwischen mit 34 PS (25 kW) Motorleistung, den Anforderungen nicht mehr genügte. Daimler-Benz entwickelte deshalb die seinerzeit schwere und aus heutiger Sicht mittelschwere Baureihe 406 mit größeren Abmessungen und leistungsstarkem Motor, von der eine ganze Modellfamilie mit leichten bis mittelschweren Modellen unterschiedlicher Radstände und Motorleistungen abgeleitet wurde, die bis 1994 in Produktion blieb. Die Baureihe 406 gilt heute als beste Verkörperung des Unimogs.
1974 führte Daimler-Benz die schwere Unimog-Reihe mit komplett neuem Erscheinungsbild ein, die das Unimogprogramm nach oben abrunden sollte. Heute werden die vormals schweren Unimog als Unimog hochgeländegängig bezeichnet und sind im Wesentlichen unverändert geblieben; das charakteristische kantige Fahrerhaus wurde bis heute beibehalten. Kennzeichen dieser Unimog ist, dass sie Böschungen mit Neigungen von bis zu 44° befahren können, eine Wattiefe von 800 mm ohne bzw. 1200 mm mit Schnorchel haben und die Achsverschränkung bis zu 30° beträgt. Mit Ausnahme der nun hochgeländegängigen Baureihe wurden alle anderen Unimog im Jahr 2000 von der Baureihe 405 abgelöst, die primär Geräteträger ist. Heute stellt Daimler nur mehr die hochgeländegängige Baureihe sowie den Geräteträger her.

## Konstruktion und Technik
Wichtigstes Konstruktionsmerkmal ist das Fahrgestell des Unimog: Der Unimog hat einen Leiterrahmen, der sich auf an Schubrohren und Querlenkern geführte Portalachsen stützt, die mit Schraubenfedern abgefedert werden. Diese Konstruktion erlaubt eine sehr große Achsverschränkung, wodurch der Unimog sehr geländegängig wird. Durch die Vorgelege an den Radnaben kann die Drehfrequenz des Antriebsstranges erhöht werden, wodurch zum Übertragen derselben Leistung weniger Drehmoment benötigt wird, was eine einfachere Konstruktion des Antriebsstranges ermöglicht. Die vier Räder sind gleich groß und ermöglichen wegen der Laufradvorgelege trotz ihres geringen Durchmessers eine hohe Bodenfreiheit.
Eine wichtige Entwicklung war der gekröpfte Leiterrahmen des Unimog (siehe Bild rechts), der eher zufällig entstand: Weil das französische Militär nicht wollte, dass das Reserverad des Unimog 404 Platz auf der Ladefläche einnähme, wurde der Leiterrahmen in der Fahrzeugmitte gekröpft, sodass das Reserverad unter der Ladefläche montiert werden konnte. Ursprünglich war der Unimog mit einem ebenen Leiterrahmen konstruiert, doch bietet der gekröpfte Leiterrahmen neben dem neuen Platz für das Reserverad auch bessere Verwindungseigenschaften, sodass der Unimog noch geländegängiger wurde.
Angetrieben wird der Unimog von einem längs eingebauten Dieselmotor. Ursprünglich wurde ein Pkw-Motor vom (Typ OM 636) eingesetzt, seit den 1960er-Jahren werden Industriemotoren eingebaut. Eine Ausnahme bildet der Unimog 404, der einen Ottomotor hat. Das Getriebe ist mittig im Unimog eingebaut und hat keinen Rückwärtsgang, stattdessen hat der Unimog ein Wendegetriebe, die Fahrtrichtung wird mit einem separaten Hebel gewählt. An das Getriebe kann bei einigen Unimog auch ein Nebenantrieb angeflanscht werden.

## Unimogfamilien, -baureihen und Modelle
Zur groben Unterscheidung wird der Unimog in sogenannte Reihen (oder Modellfamilien) eingeteilt, die vom Ur-Unimog mit 24-PS-Dieselmotor (18 kW) bis zur schweren Reihe mit bis zu 326 PS (240 kW) Motorleistung reichen. Dabei war die Einteilung der Reihen nie ganz einheitlich und ist im Laufe der Zeit geändert worden. Innerhalb einer Reihe gibt es die Baureihen, die eine feinere Einteilung zulassen. Innerhalb einer Baureihe wiederum gibt es verschiedene Baumuster, die sich durch Ausführung und Motorisierung unterscheiden. Die Handelsbezeichnung lässt in vielen Fällen auf das Baumuster schließen, ist jedoch kein zuverlässiges Unterscheidungskriterium.

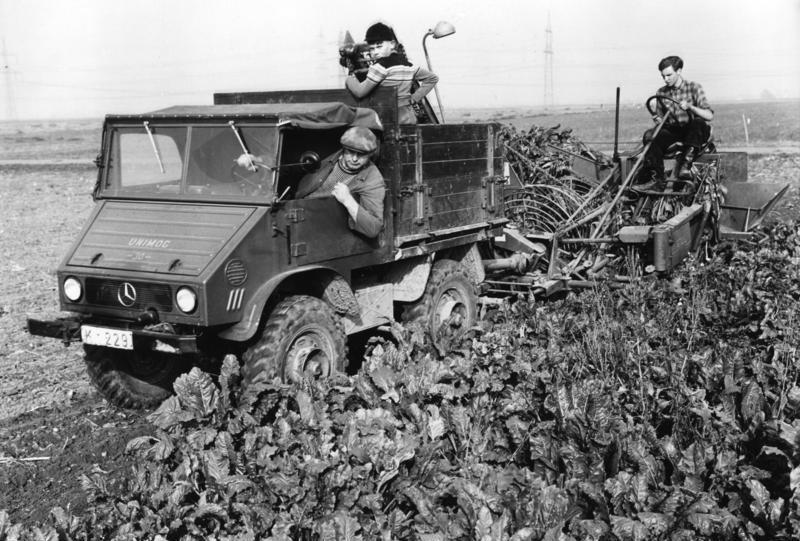
Ur-Unimog (Baureihe 411)
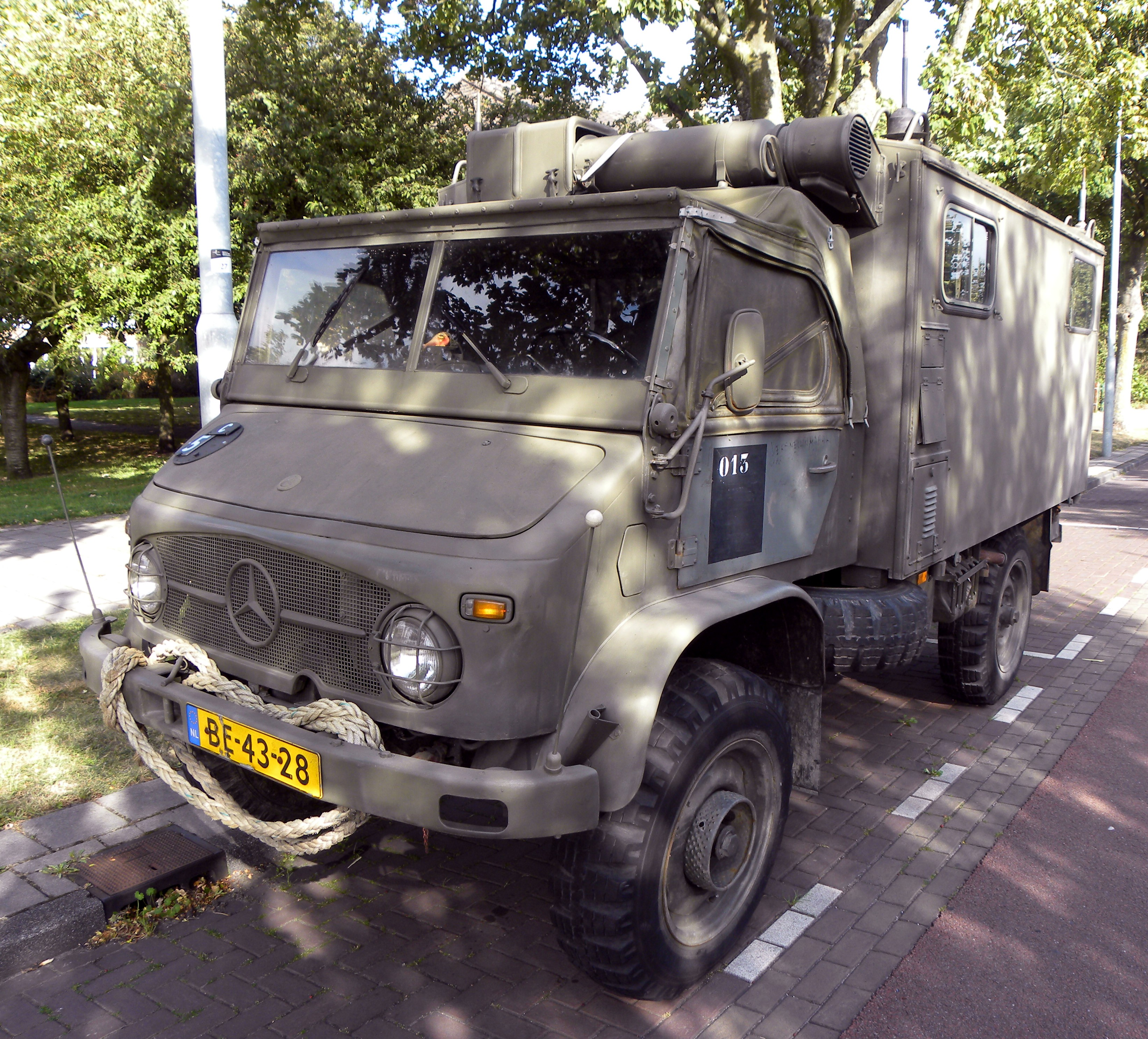
Unimog S (Baureihe 404)
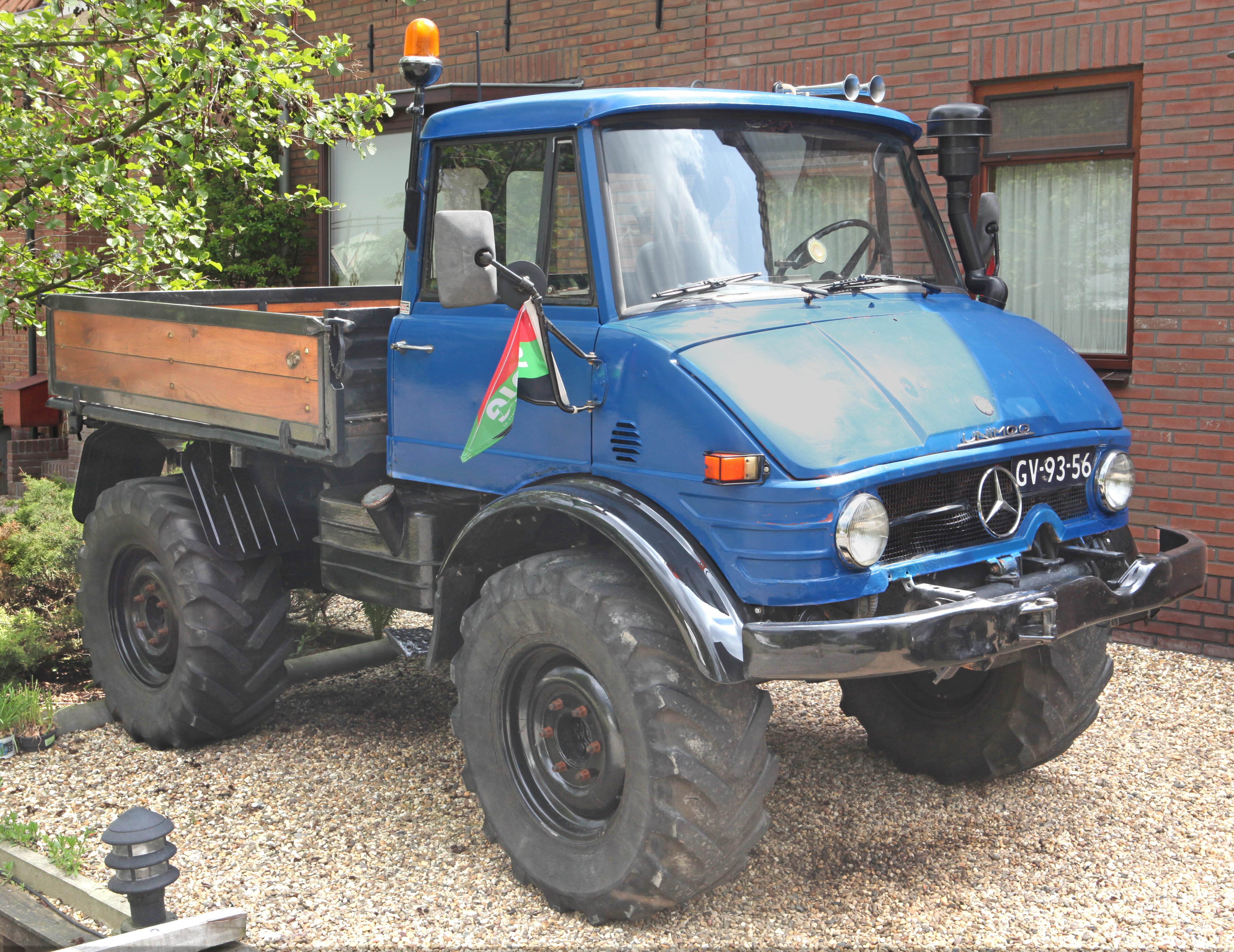
Mittlerer Unimog (Baureihe 406)
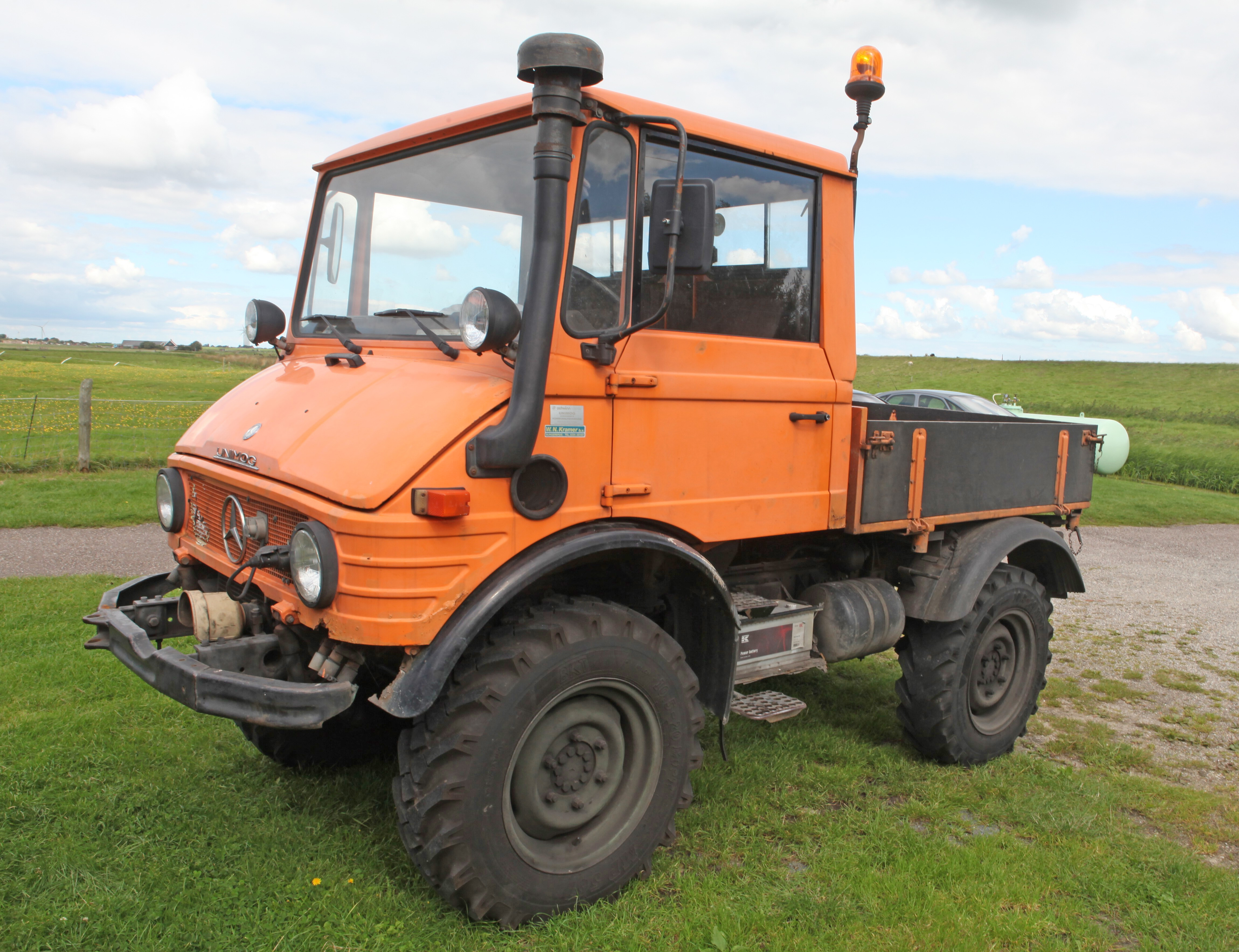
Leichter Unimog (Baureihe 407)
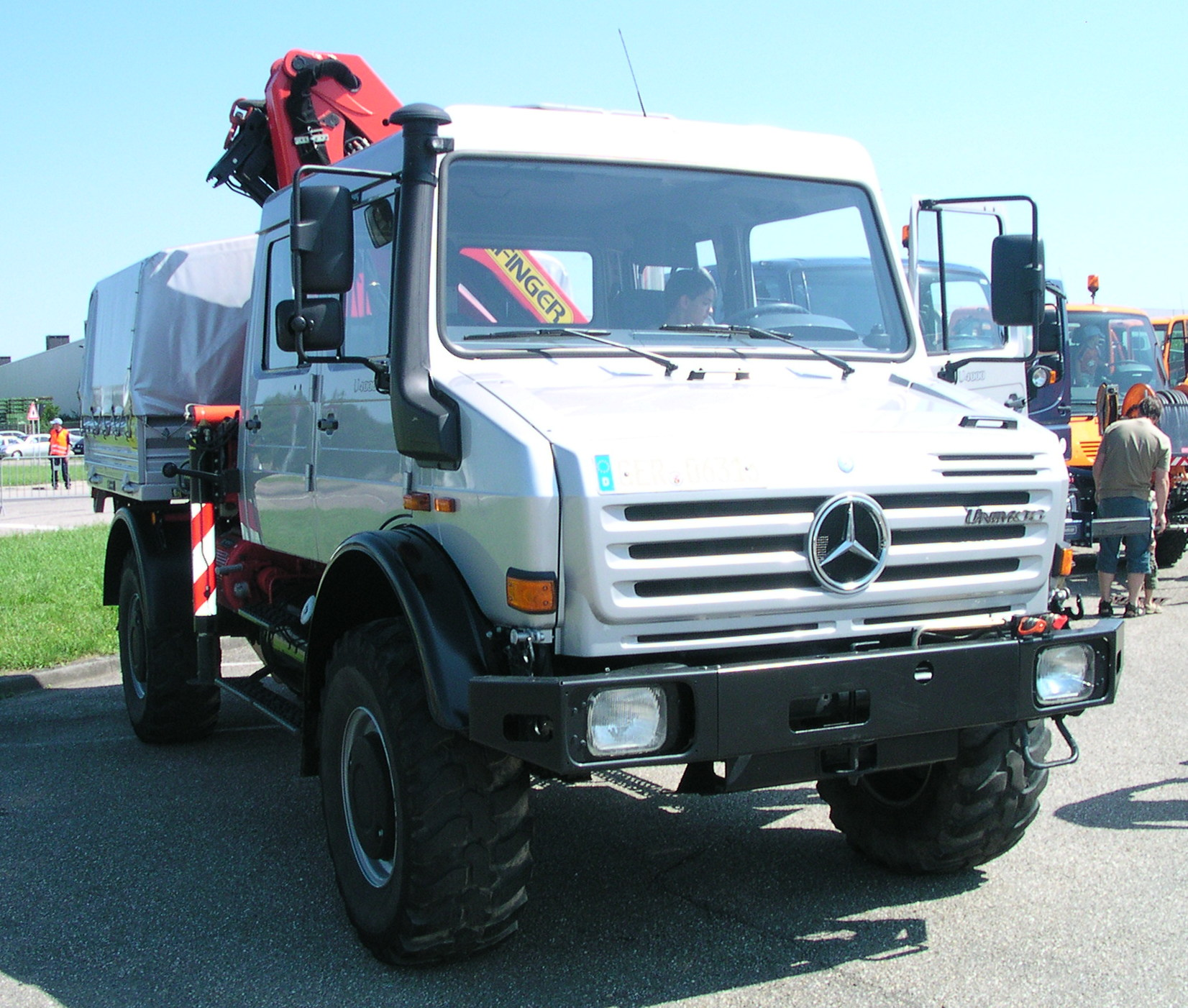
Schwerer Unimog (Baureihe 437.4) aktuelle Baureihe
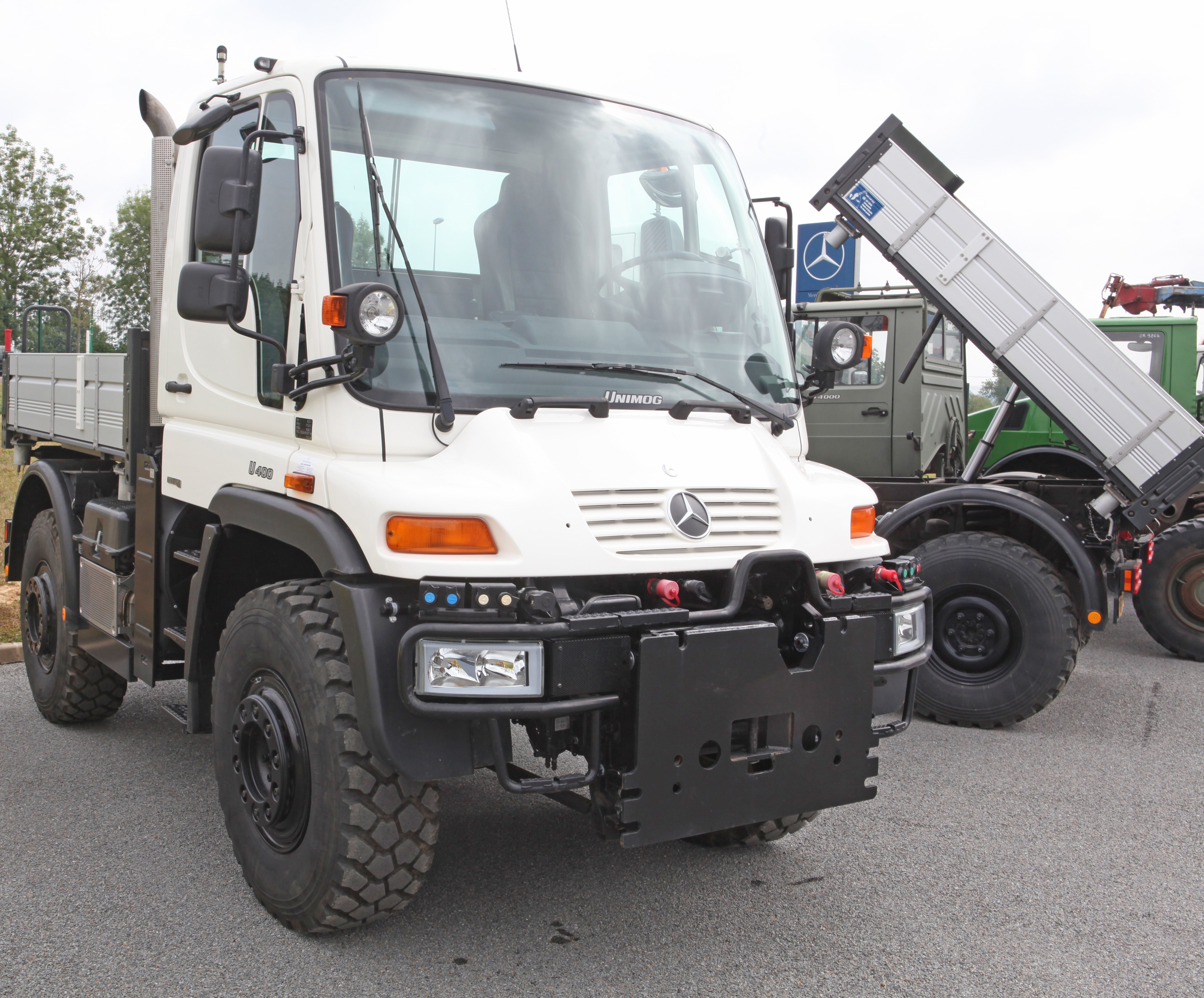
Neuerer Geräteträger-Unimog (Baureihe 405) aktuelle Baureihe
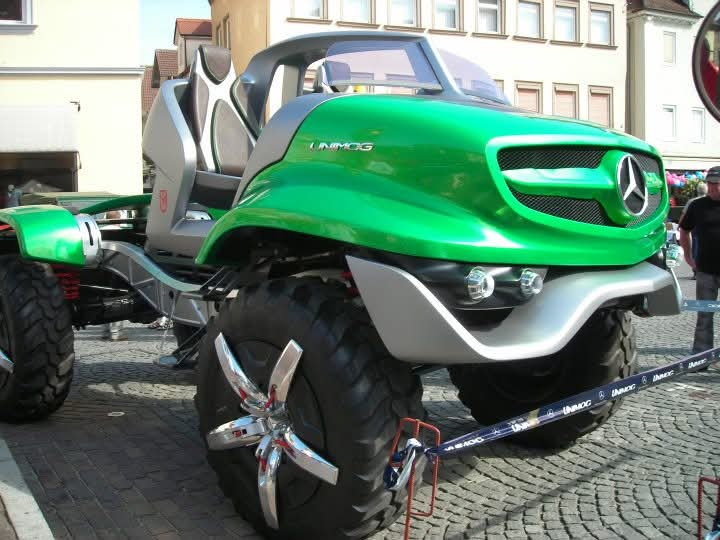
Unimog-Prototyp 2011

### Reihen
Die Ur-Reihe geht auf die Entwürfe Albert Friedrichs zurück. Die Fahrzeuge der Ur-Reihe sind als landwirtschaftliche Fahrzeuge konzipiert und haben alle einen Leiterrahmen ohne Kröpfung sowie den Vorkammer-Pkw-Motor OM 636 mit 1,8 Liter Hubraum. Der letzte Ur-Unimog wurde 1974 gefertigt. Eine Sonderstellung nimmt die 1955 eingeführte Reihe Unimog S ein, in der es nur eine Baureihe gibt, den Unimog 404. Er ist anders als der Ur-Unimog eher ein Lastkraftwagen als ein landwirtschaftliches Fahrzeug und darüber hinaus der erste Unimog mit gekröpftem Rahmen sowie der einzige Unimog, der serienmäßig mit Ottomotor ausgerüstet wurde. Er wurde ab 1975 von der schweren Baureihe 435 abgelöst. Die mittlere Reihe wurde zunächst als schwere Reihe eingeführt und erst nachträglich durch die Einführung noch größerer Fahrzeuge zur mittleren Reihe. Sie wurde von 1963 bis Ende der 1990er-Jahre angeboten; erster mittlerer Unimog war der 406. Die mittleren Unimog haben einen Leiterrahmen mit Kröpfung und einen Industriemotor. Von den mittleren Unimog abgeleitet sind die leichten Unimog, die sich mit den mittleren Unimog die Konstruktion teilen, jedoch leistungsschwächere Motoren haben, die, wie schon beim Ur-Unimog, Pkw-Motoren sind. Sie fallen in denselben Zeitraum. Die schweren Reihen wurden seit 1974 angeboten. Sie haben einen leistungsstarken Lkw-Motor und das kantige Fahrerhaus, das in seinen Grundzügen seit über 40 Jahren unverändert geblieben ist. Die mittleren und leichten Unimogreihen wurden ab 2000 endgültig von den neuen Geräteträgerreihen abgelöst. 2017 hat Daimler nur noch die schwere Baureihe 437.4 (seit 2002) und die Geräteträgerbaureihe 405 (seit 2000) im Angebot; die vormals schwere Reihe bezeichnet Daimler als hochgeländegängigen Unimog.

### Baumuster

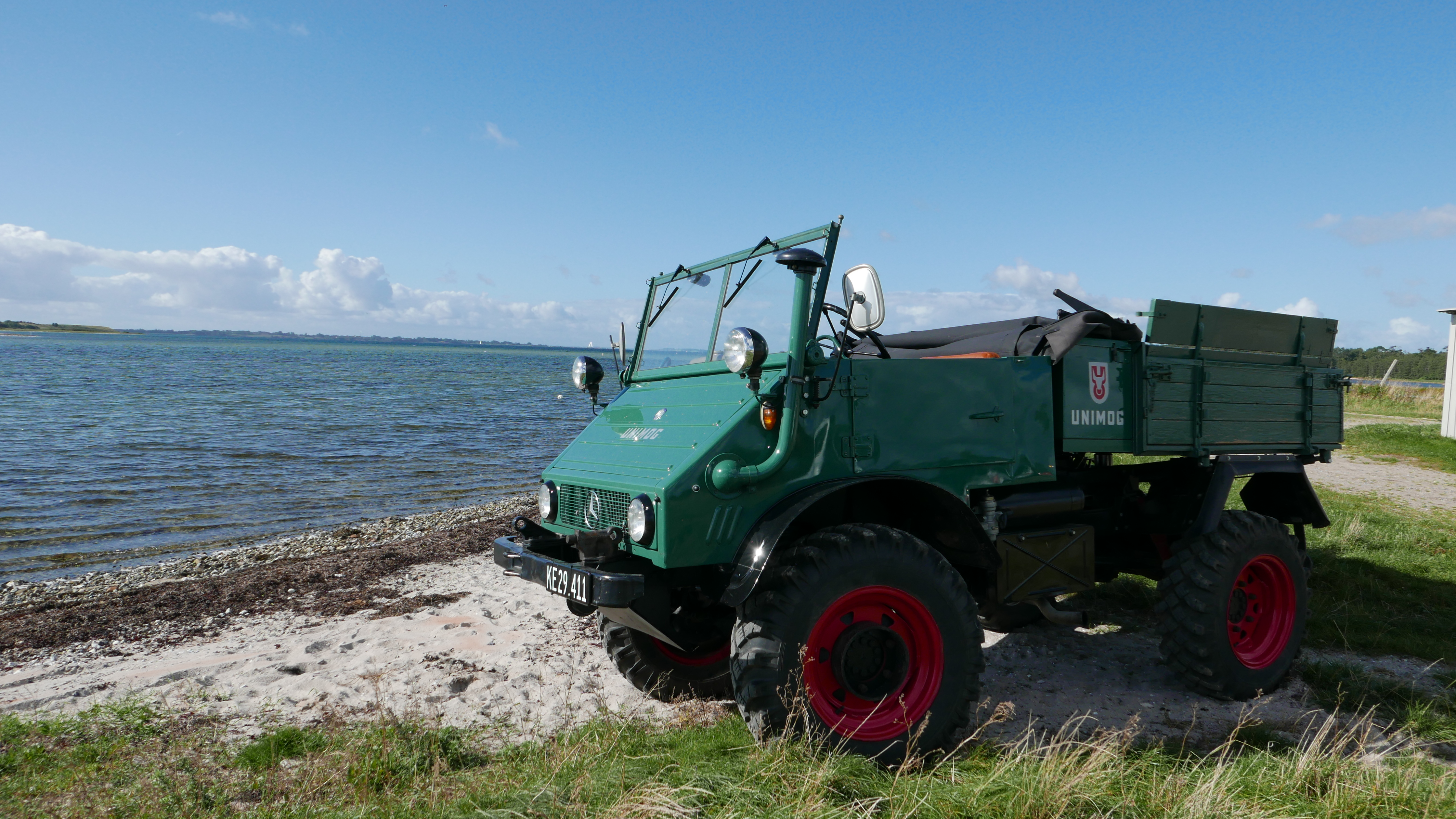
Unimog 411.119

Anfangs wurde schlicht das Modell 70200 angeboten, bei dem es noch keine Baumuster gab. Nachdem die Daimler-Benz AG die Produktion des Unimogs übernommen hatte, wurde der Unimog 70200 so gut wie unverändert als Unimog 2010 weitergebaut. Seit dem Unimog 2010 gibt es von jeder Baureihe verschiedene Baumuster, beim 2010 wurden die Baumuster mit einem Schrägstrich unterschieden (zum Beispiel Baumuster 2010/1). Das Baumuster ist ausschlaggebend für Aufbau, Kabine und Radstand. Ab 1953, mit der Umstellung der Baumusterbezeichnungen bei Daimler-Benz, erhielt der Unimog die 4 als erste Ziffer für die Baureihen. Dementsprechend war die erste Unimogbaureihe nach diesem Schema die Baureihe 401. Die vollständige Baumusternummer besteht seitdem aus der dreistelligen Baureihe, die immer mit der 4 beginnt, gefolgt von der dreistelligen Baumusterzahlenfolge. Allerdings folgt das Baumusterprinzip nicht immer einem einheitlichen Schema: Während das Baumuster 411.110 ein Cabrio mit kurzem Radstand der Baureihe 411 und analog dazu das Baumuster 406.120 ein Cabrio mit kurzem Radstand der Baureihe 406 ist, ist das Baumuster 411.112 ein Cabrio mit langem Radstand, während es von der Baureihe 406 (mit Ausnahme von Prototypen) gar kein Modell mit langem Radstand gibt; die Modelle mit langem Radstand gehören zur Baureihe 416. Bei der schweren Baureihe 435 gibt es hingegen kein Cabrio, das Cabrio gehört zur Baureihe 436.
Nicht alle Fahrzeugbaureihen von Mercedes, die mit der 4 beginnen, sind Unimog. Auch  MB-trac-Baureihen, G-Klasse-Baureihen und Baureihen weiterer Fahrzeuge beginnen mit der 4.

### Modellbezeichnungen
Jedes Baumuster wurde in unterschiedlichen Modellversionen angeboten, das Schema der Modellnamen wurde dabei in der Geschichte des Unimog mehrfach geändert. Bis 1953 hieß der Unimog schlicht Unimog. Von 1953 bis ca. 1975 wurden die Modelle anhand ihrer Motorleistung in DIN-PS benannt, ein Unimog U 84 hat dementsprechend eine Motorleistung von 84 DIN-PS (62 kW).
Von 1975 bis 2000 wurden die Modellbezeichnungen um eine weitere Ziffer ergänzt. Die ersten beiden Ziffern entsprechen wie auch schon zuvor der Motorleistung in DIN-PS, nun allerdings gerundet. Ergänzt wurden die Ziffern gegebenenfalls um einen Kennbuchstaben, so steht L für einen langen Radstand. Die Modellbezeichnungen lassen jedoch nicht auf die Baureihe schließen, so gehört das Modell U 1300 L zur Baureihe 435, während der U 1300 (ohne L) zur Baureihe 425 gehört. Fahrzeuge mit L-Rahmen haben immer den längeren Radstand, aber auch Fahrzeuge ohne das L in der Bezeichnung können den langen Radstand haben (z. B. der U 1700 der Baureihe 435).
Später deutete die Bezeichnung U xx50 auf den um (etwa) 50 cm verlängerten Radstand hin; aber auch hier gab es Ausnahmen, z. B. den U 1300 L, dessen Nachfolger in der Baureihe 437 dann später U 1350 L hieß. Auch der Nachfolger des U 1700 der Baureihe 435 hieß dann U 1750 als Unimog der Baureihe 437.1.
Seit 2000 folgen die Modellbezeichnungen einem neuen Schema. Die Ziffernanzahl lässt auf die Modellfamilie schließen, die erste Ziffer auf die Positionierung innerhalb der Modellfamilie. Vierstellig sind Fahrzeuge der schweren Baureihen, dreistellig und zweistellig die neueren Geräteträger. Bei den schweren Unimog wird zusätzlich noch ein Zehntel der Motorleistung in DIN-PS in die letzten beiden Ziffern der Modellbezeichnung mit aufgenommen. Ein Unimog U 4023 ist somit ein schwerer Unimog mit einer Motorleistung von 170 kW (was ca. 231 DIN-PS entspricht); analog dazu ist ein Unimog U 423 ein Geräteträger mit 170-kW-Motor.

### Tabellarische Baureihenübersicht
Im Wesentlichen werden die Unimogbaureihen von Daimler in sechs Modellfamilien gegliedert, wobei die Übergänge zwischen mittleren und leichten Baureihen teilweise fließend sind:

## Geschichte

### Baureihe 70200

Ursprüngliches Unimog-Logo

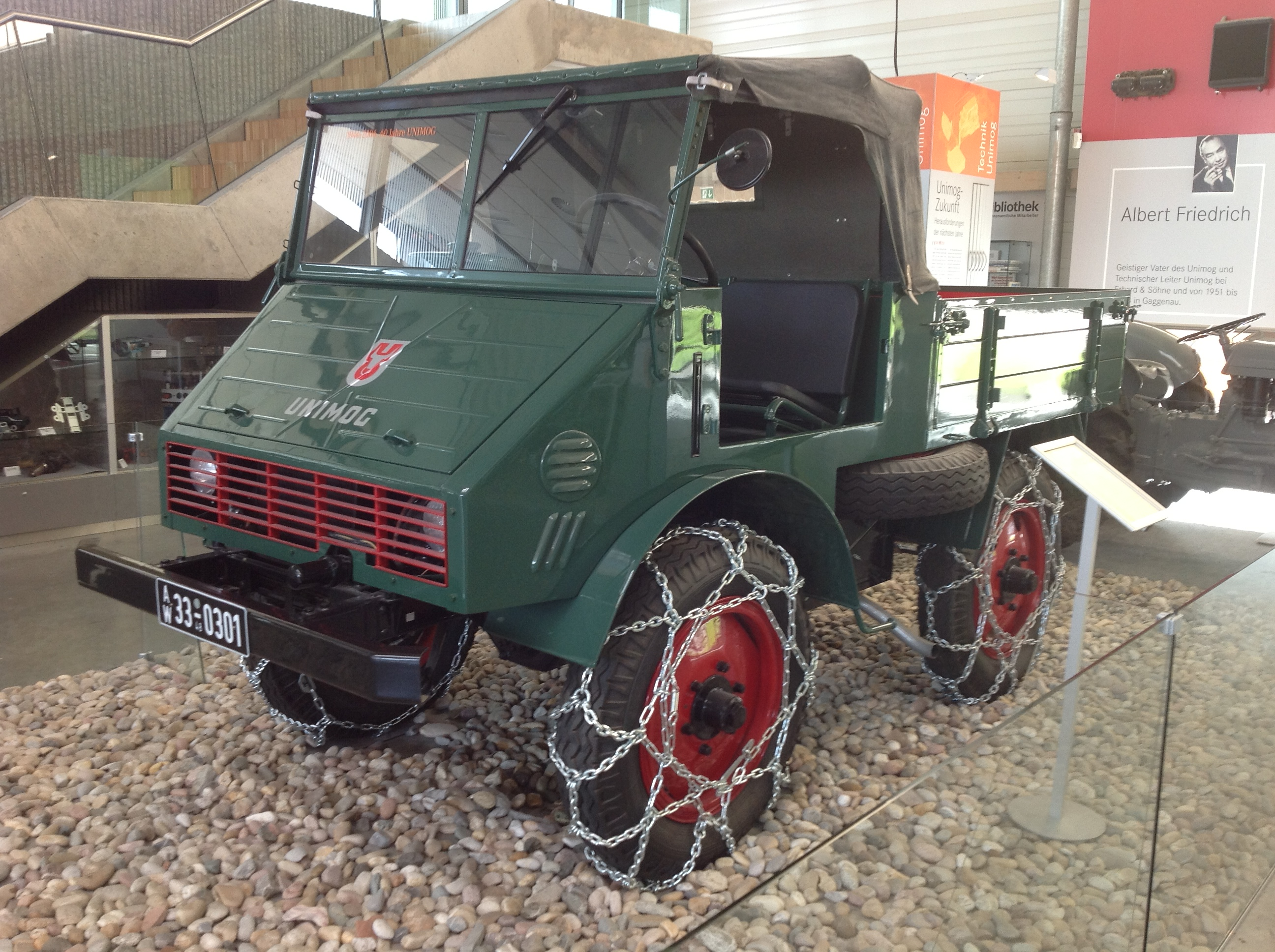
Unimog U 6, zweitältester heute noch erhaltener Unimog.

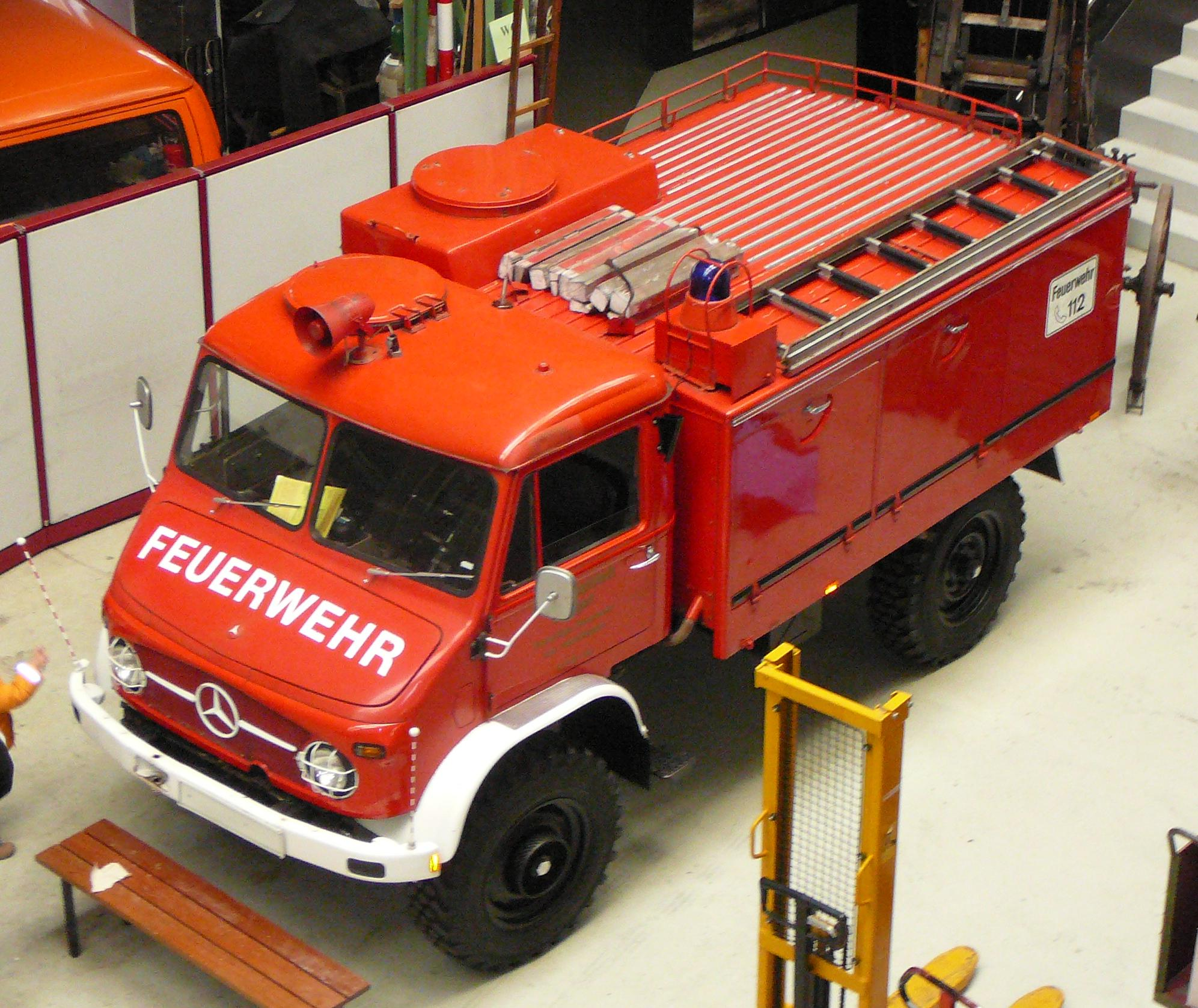
Tanklöschfahrzeug auf Unimog S 404, Baujahr 1966.

Als Erfinder des Unimogkonzeptes gilt Albert Friedrich. Erste Pläne entstanden 1945. Im November 1945 erhielt Friedrich eine Production Order, die Erlaubnis der US-Militärverwaltung, das Fahrzeug zu entwickeln und zehn Versuchsfahrzeuge zu bauen. Damit wurde bestätigt, dass das Fahrzeug keinen militärischen Zweck haben werde. Am 1. Dezember 1945 schloss Friedrich mit der Gold- und Silberwarenfabrik Erhard & Söhne aus Schwäbisch Gmünd einen Vertrag über die Produktion der Fahrzeuge. Zunächst arbeiteten zwei Ingenieure an dem Projekt. Im Januar 1946 kam als dritter Ingenieur Heinrich Rößler hinzu, der vorher bei Daimler-Benz beschäftigt war (später wurde Rößler Leiter der Unimog-Abteilung bei Daimler-Benz). Er war maßgeblich an der Entwicklung des Unimogs zur Serienreife beteiligt. Außerdem waren Hans Zabel, Unimog-Vertriebschef und Namensgeber des Unimogs, sowie Christian Dietrich, Leiter der Unimog-Versuchsabteilung und Leiter des Kundendienstes, maßgeblich an der Entwicklung des Unimogs beteiligt.
Das erste Versuchsfahrzeug mit ZF-Vierganggetriebe und Ottomotor entsprach mit seiner schrägen Frontpartie, dem Fahrerhaus mit Verdeck und der Ladefläche dahinter schon Ende 1946 optisch weitgehend dem späteren Serienmodell. Am 9. Oktober 1946 wurde laut Daimler die erste Testfahrt mit dem Prototyp 1 durchgeführt. Im Frühjahr 1947 wurde der Unimog erstmals öffentlich vorgeführt. Den Dieselmotor lieferte ab 1947 die Daimler-Benz AG mit dem für den Pkw 170 D neu entwickelten OM 636 (geteilte Ventildeckel, BM 636.912). Vier Prototypen mit Ottomotor wurden in Schwäbisch Gmünd gebaut, während der U 5 (heute im Landwirtschafts-Museum in Hohenheim) und U 6 (heute im Unimog-Museum Gaggenau) bereits bei der Boehringer Werkzeugmaschinen GmbH in Göppingen zusammengebaut wurden. Boehringer übernahm auch die Serienproduktion der Fahrzeuge, die im Juni 1948 mit der Vorserie startete. Das Fahrzeug wurde auf der DLG-Ausstellung im August 1948 in Frankfurt a. M. der Öffentlichkeit auf dem Mercedes-Benz-Stand präsentiert und dort bereits 150-mal vorbestellt. Am 21. November 1948 wurde erstmals ein Patent für den Unimog unter der Nummer 950 430 angemeldet; das Hauptaugenmerk lag dabei auf den Portalachsen. Offizieller Start der Serienproduktion war im Februar 1949. Insgesamt 600 Fahrzeuge der Baureihe 70200, davon 100 der Vorserie, wurden bis April 1951 in Göppingen gebaut.

### Übernahme durch Daimler-Benz
Der Unimog wurde größtenteils in Handarbeit hergestellt; ein Fließband setzte Boehringer nicht ein. Ab 1949 arbeiteten neben den ursprünglichen Entwicklern 90 zusätzliche Mitarbeiter am Unimog. Ein Vertriebsnetz und ein Kundendienst wurden aufgebaut. Pro Monat entstanden maximal etwa fünfzig Fahrzeuge. Die Nachfrage nach dem Unimog stieg stark an, da er in vielen Bereichen gefragt war. Schnell stellte sich heraus, dass Boehringer die Nachfrage nicht mehr decken konnte. Schon im Oktober 1950 verkaufte Boehringer die Unimogproduktion an Daimler-Benz. Bis April 1951 lief die Produktion in Göppingen aus, ehe sie in das Mercedes-Benz-Werk Gaggenau umzog. Viele Zulieferbetriebe und Mitarbeiter wechselten daraufhin ebenfalls zu Daimler-Benz. Nach der Übernahme verließ am 4. Juni 1951 der erste Unimog der Baureihe 2010 aus Gaggenau das Band – noch unter dem bisherigen Logo des Ochsenkopfes und ohne den Mercedes-Stern. Das kompakte, gerade mal dreieinhalb Meter lange Fahrzeug kam wie bisher mit 25 PS (18,5 kW) aus. Unverändert blieben auch das Fahrerhaus mit Klappverdeck, der Allradantrieb und das Fahrgestell mit seinen vier gleich großen Rädern 6,5 × 20. 1953 wurde die Baureihe U 2010 von dem technisch ähnlichen U 401 abgelöst, zweitgenannter wurde durch den U 402 (langer Radstand) ergänzt. Gleichzeitig wurde erstmals ein geschlossenes Fahrerhaus („Froschauge“) angeboten. Dessen Fertigung übernahm Westfalia. Jetzt erhielt der Unimog auch den Mercedes-Stern. Die Ur-Unimog-Modellfamilie fand in der Baureihe 411 den Höhepunkt der Entwicklung, die den 401 ablöste und von 1956 bis 1974 gebaut wurde.

### Militärischer Einsatz

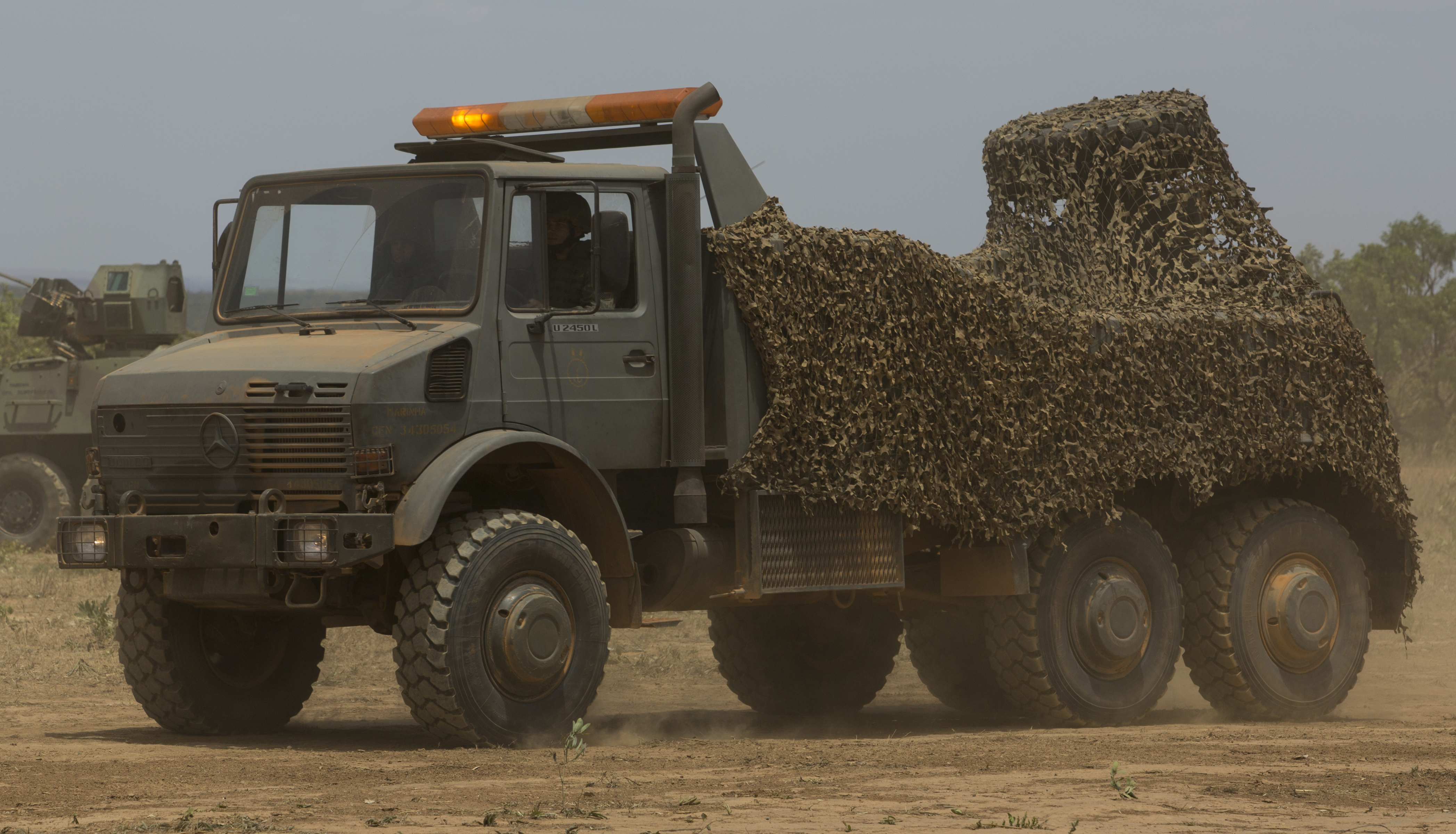
Dreiachsiger Unimog 437.1 der brasilianischen Marine

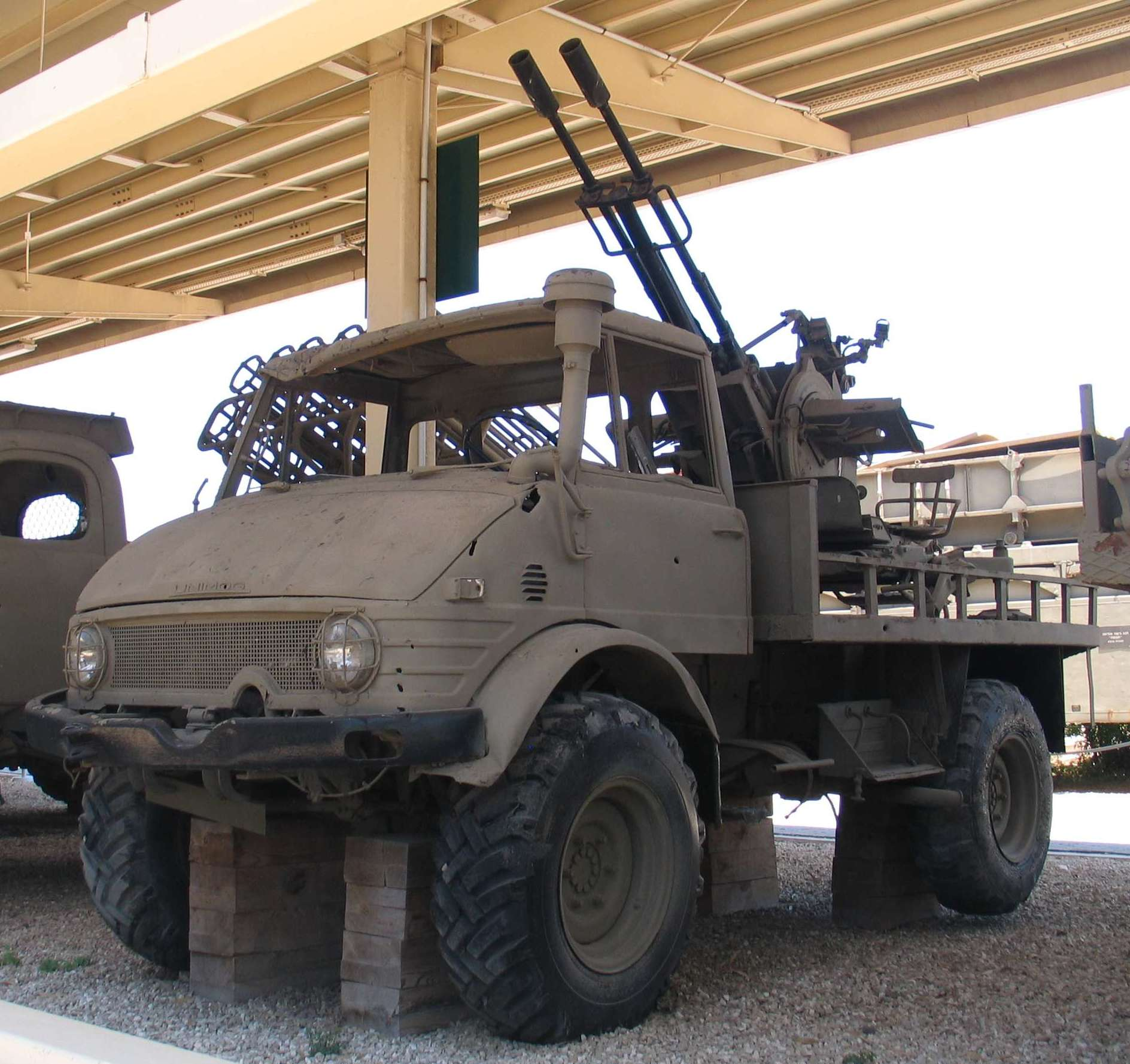
Flugabwehrkanone SU-23 auf einem Unimog 406 des israelischen Militärs

Obwohl der Unimog gar nicht als militärisches Fahrzeug dienen sollte, wurde er seit jeher als solches eingesetzt. Zunächst wurden der 70200 und der 2010 von der Schweizer Armee beschafft, denen Fahrzeuge der Baureihen 401 und 411 folgten. Die in Deutschland stationierten französischen Streitkräfte nutzten ab 1952 ebenfalls Fahrzeuge der Baureihen 401 und 2010. Ab 1953 entwickelte Daimler speziell für die französischen Streitkräfte einen Unimog, die spätere Baureihe 404 (Unimog S). Im Mai 1955 verließ der erste Unimog der Baureihe 404 das Montageband in Gaggenau. Im Gegensatz zu den bisherigen als Ackerschlepper konzipierten Unimog war der Unimog 404 ein kleiner, hochgeländegängiger Lkw. Er hat einen langen Radstand (2900 mm) und einen Ottomotor. Größter Abnehmer des militärischen Unimog 404 war dann die Deutsche Bundeswehr, die 36.638 Fahrzeuge kaufte. Bis 1980 wurden insgesamt 64.242 Fahrzeuge gebaut; heute gilt der Unimog 404 als bekanntester Unimog.
Für ausschließlich militärische Zwecke konstruiert sind der auf dem Unimog 404 basierende Unimog 405.110 sowie der Unimog 419 auf Basis der Baureihe 406. Auch die Baureihen 418, 426 und 431 wurden überwiegend militärisch genutzt. Der Unimog 431 wurde dabei nicht nur als Infanterietransporter, sondern auch als Selbstfahrlafette eingesetzt. Fahrgestelle der schweren Baureihen (437.1, 437.4) wurden ebenfalls als Grundlage für militärische Fahrzeuge wie den Dingo genutzt.

### Mittelschwere Baureihe und Unimog-Modellfamilien

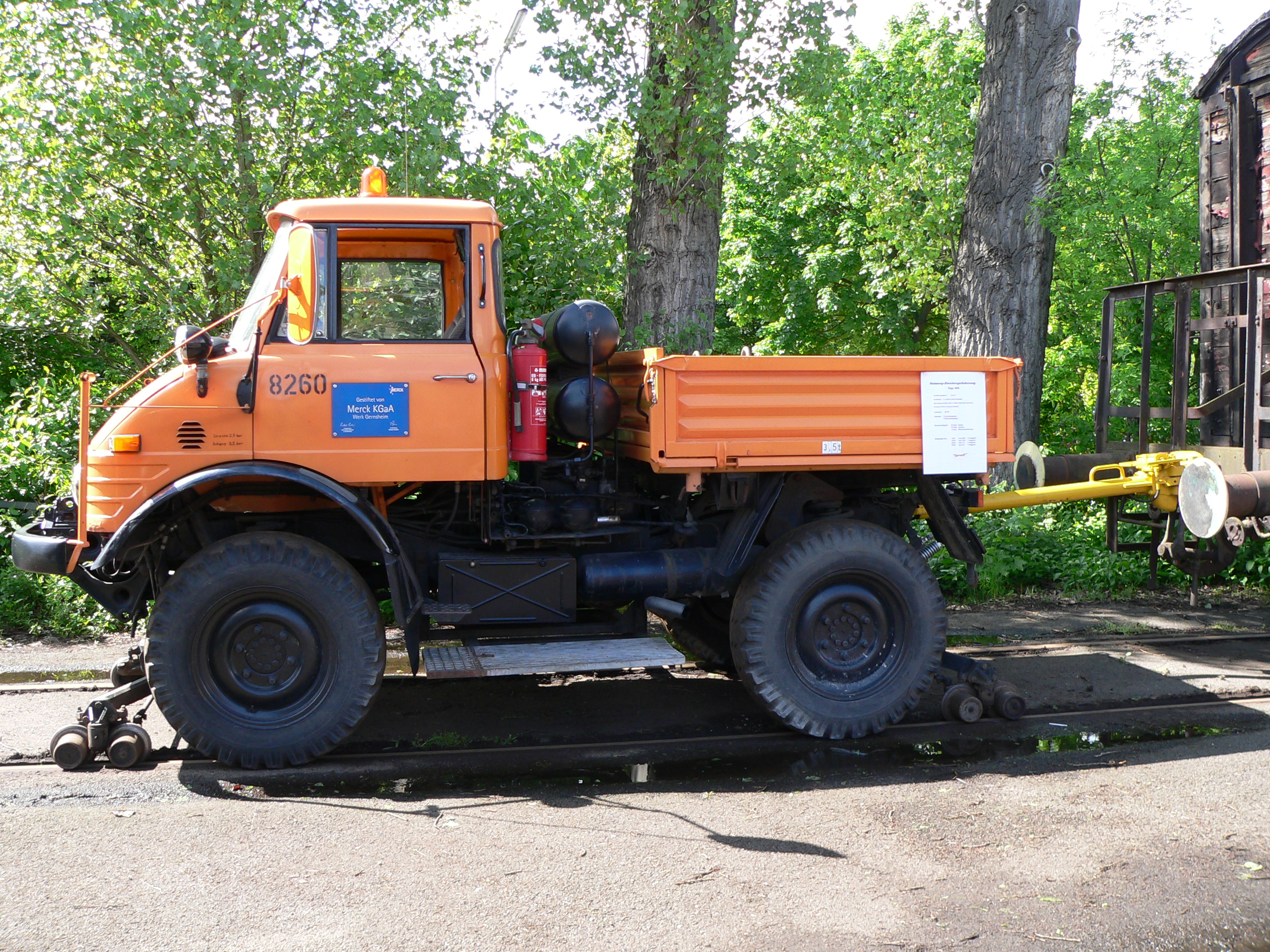
Unimog 406, Baujahr 1971 als Zweiwegefahrzeug

Um dem Mitte der 1960er-Jahre prognostizierten drohenden Absatzeinbruch zu entgehen und den Forderungen der Kunden und Gerätehersteller nachzukommen, entwickelte Daimler-Benz für die gestiegenen Anforderungen eine seinerzeit schwere Baureihe, den Unimog 406. Er wurde am 20. Mai 1962 vorgestellt und war im Vergleich zum Ur-Unimog deutlich vergrößert worden, so beträgt der Radstand 2380 mm. Auch die Motorisierung wurde geändert, es kam nun anstelle eines Pkw-Motors ein Industriemotor zum Einsatz, dessen Leistung doppelt so hoch war. Ursprünglich wurde ein 65 PS (48 kW) starker Sechszylinder-Vorkammermotor eingebaut, während des Bauzeitraumes wurde die Motorleistung dann schrittweise auf 84 PS (62 kW) gesteigert. Die Baureihe 406 verkörperte die Bezeichnung Universalmotorgerät von allen bis dahin gebauten Unimog-Baureihen am besten und war Ausgangspunkt für die Unimog-406-Modellfamilie, zu deren engem Kreis vier Baureihen gehören, von denen bis 1994 insgesamt 94.215 Exemplare gebaut wurden.
Zweites Fahrzeug der Unimog-406-Modellfamilie war der 1965 eingeführte Unimog 416, der technisch dem Unimog 406 entspricht, aber einen längeren Radstand von 2900 mm (analog zum Unimog 404) hat. Lange Zeit war der 416 mit 125 PS (92 kW) Motorleistung die leistungsstärkste Unimog-Baureihe. Der 100.000ste Unimog (ein Unimog 421) wurde 1966 gebaut. In diesem Jahr stellte das Unternehmen das Unimog-Programm neu zusammen: Zwischen dem „großen“ Unimog 406/416 und dem Ur-Unimog 411 platzierte Daimler-Benz die leichte Baureihe 421 und die Baureihe 403. Während der Unimog 403 abgesehen vom Motor technisch mit dem Unimog 406 identisch ist, basiert der 421 technisch auf dem 411, hat aber das Fahrerhaus und das Getriebe der Unimog-406-Modellfamilie. Ergänzt wurde der 403 durch den 413 mit langem Radstand, der jedoch nicht in großen Stückzahlen gebaut wurde.
Ab 1968 wurde der Unimog 416 in Argentinien in González Catán am Stadtrand von Buenos Aires in Lizenz als Baureihe 426 nachgebaut. Die Fahrzeuge entstanden aus CKD-Sätzen, die in Gaggenau produziert und zur Endmontage nach Argentinien verschifft wurden. Abnehmer der Fahrzeuge waren vor allem die Streitkräfte von Argentinien, Chile, Peru und Bolivien; es entstanden 2643 Fahrzeuge. Ebenfalls in Argentinien wurde für den südamerikanischen Markt zwischen 1969 und 1971 die Baureihe 421 in Lizenz als Unimog 431 nachgebaut. Hierzu wurden wie auch beim Unimog 416 aus in Gaggenau vorproduzierten Teilen sowie aus Teilen aus argentinischer Produktion je ein offenes Baumuster (Cabrio) mit 601 Fahrzeugen und ein geschlossenes Baumuster (mit feststehender Kabine) mit 152 Fahrzeugen produziert.

### Schwere Baureihe

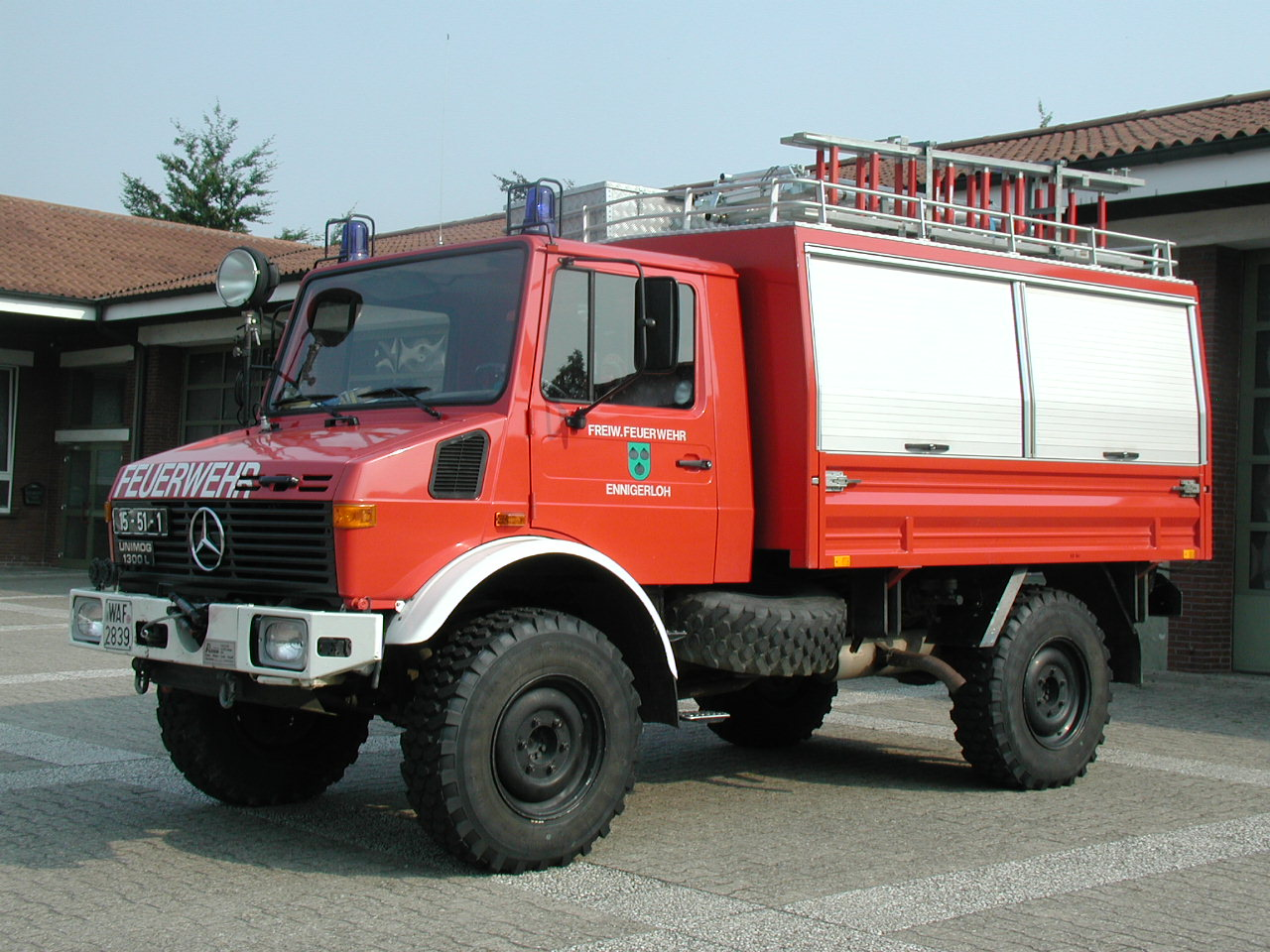
Schwere Reihe Unimog 435 (U 1300 L) des Bundes als RW1

1974 stellte Daimler-Benz mit dem Modell U 120 die Baureihe 425 vor und führte damit die schwere Unimog-Reihe ein, wodurch die vormals schwere Reihe zur mittleren Reihe wurde. Äußerliches Erkennungsmerkmal ist die eckige Kabine mit einer großen, nach vorne zum Bug kaum abfallenden Motorhaube. Sie mündet in einer großflächigen, schwarzen Front. Die Optik dieses Fahrerhauses ist bis heute in ihren Grundzügen unverändert geblieben. Die Baureihe 425 begann mit 120 PS (88 kW) Motorleistung, 2810 mm Radstand und neun Tonnen zulässiger Gesamtmasse. Für die Bundeswehr begann 1975 die Fertigung der Baureihe 435 als Nachfolger des Unimog 404, gekennzeichnet durch einen langen Radstand von 3250, 3700 oder 3850 Millimeter. Sie hat dasselbe Fahrerhaus wie die Baureihe 425. Etwas weiter unten angesiedelt war ab 1976 die Baureihe 424. Neu im Programm war ab 1993 der Unimog U 2450 L 6×6, ein allradgetriebener Dreiachser. Die Motorleistung hatte sich beim neuen Spitzenmodell gegenüber dem ersten Unimog fast verzehnfacht.

### Absatzrückgang und neues Modellprogramm

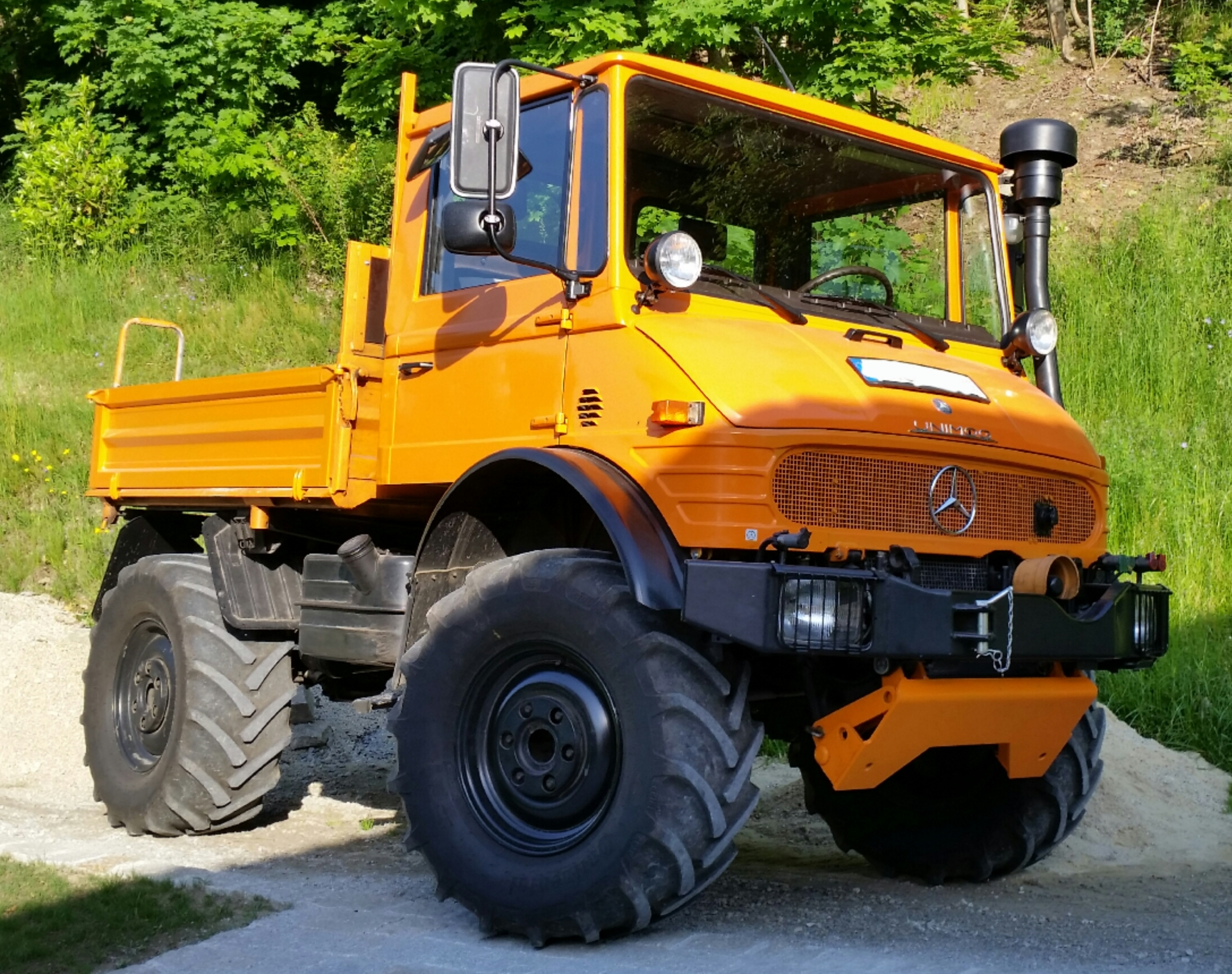
Unimog 417

Mitte der 1980er-Jahre ging der Absatz der bisherigen Unimog-Baureihen zurück, was in einer Halbierung der Absatzzahlen für 1987/1988 endete, sodass Daimler-Benz das „Unimog-Programm 1988“ beschloss, das eine Erneuerung der gesamten Modellpalette vorsah. Die bisherige leichte Reihe wurde durch den Unimog 407 abgelöst, der Unimog 417 trat an die Stelle der mittleren Reihe. Auf den Unimog 424 folgte der 427, auf 425 und 435 der 437.1. Der ebenfalls im Unimog-Werk hergestellte MB-trac wurde im Zuge des neuen Unimog-Programms im November 1991 eingestellt. Die Baureihen 407 und 417 haben konstruktiv dasselbe Fahrerhaus, das im Vergleich zu den Vorgängern deutlich ergonomischer gestaltet ist. Weiters sind die Fahrzeuge vor allem in Details sinnvoll weiterentwickelt. Trotzdem war dem neuen Unimog-Programm kein Erfolg beschieden, sodass 1993 die Produktion der Baureihe 407 nach nur 789 gebauten Exemplaren eingestellt wurde. Der ebenfalls 1993 eingestellte 417 brachte es auf 2275 Exemplare.

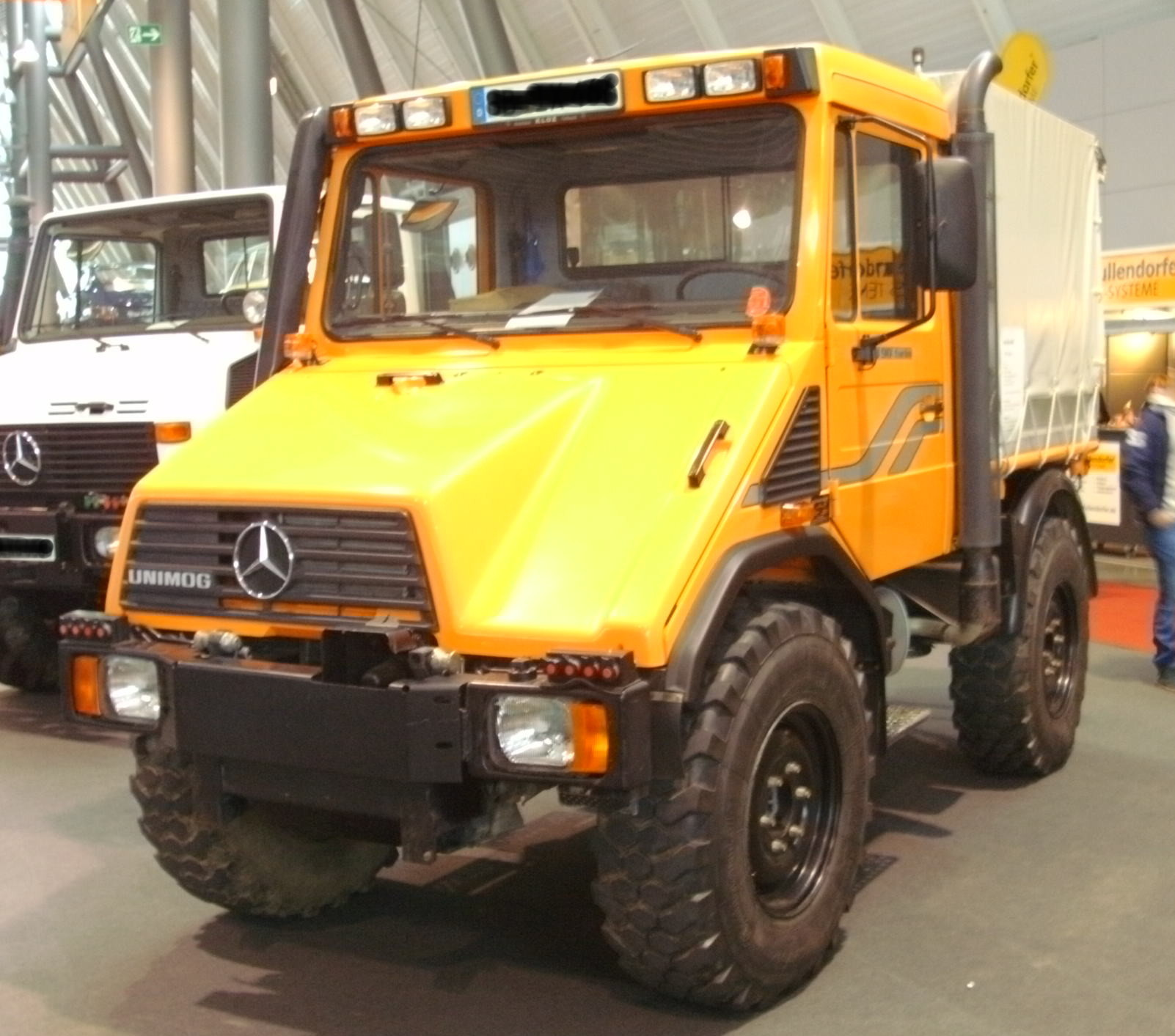
Unimog 408 (1997)

Auf der Internationalen Automobil-Ausstellung in Hannover stellte Daimler-Benz 1992 für die mittlere Baureihe 417 einen Nachfolger vor, die Baureihe 418. Die leichte Baureihe 407 löste der 408 ab, der nun aber nicht mehr zur leichten, sondern mittleren Reihe zählte. Die Fahrzeuge waren mit Motorisierungen von 75 bis 103 kW (102 bis 140 PS) (Baureihe 418) bzw. 65 und 85 kW (88 und 116 PS) (Baureihe 408) erhältlich und hatten ein neugestaltetes Fahrerhaus, bei einigen Modellen mit einem Sichtkanal auf der Fahrerseite, der aber in der Unimog-Szene oftmals kritisiert wurde. Bis zur Produktionseinstellung 2001 wurden 2050 Unimog 408 und 1223 Unimog 418 gebaut.
Auf Basis der Baureihe 408 wurde im März 1994 die Studie „Funmog“ auf der Internationalen Off-Road-Messe in Köln präsentiert. Auf Sonderwunsch wurde der Funmog gebaut, bis 1997 entstanden 12 Exemplare, die vor allem nach Japan exportiert wurden. Das Fahrzeug hat Chrombügel, Bullenfänger und Drucklufthörner, aber keine Hydraulik und ist auf 5 t zulässige Gesamtmasse beschränkt, sodass es mit einem Pkw-Führerschein Klasse 3 bewegt werden kann. Für den Funmog waren Luxus-Extras wie Ledersitze, Teppiche und ähnliches erhältlich. Der Verkaufspreis für die Basisversion betrug 140.000 DM – das entspräche heute inflationsbereinigt ca. 116.241 Euro.
1996 erweiterte Daimler-Benz das Unimog-Angebot um einen Geräteträger für Kommunalbetriebe, die Baureihe 409. Sie wurde als Unimog UX 100 vermarktet und bis 1998 von Daimler-Benz produziert, bis dahin entstanden 790 Fahrzeuge. Anschließend wurde die Produktion an die Hako-Firmengruppe verkauft, die das Fahrzeug noch bis 2002 als „Kommobil“ weiterproduzierte.

### Neuer Geräteträger und Übersiedlung nach Wörth

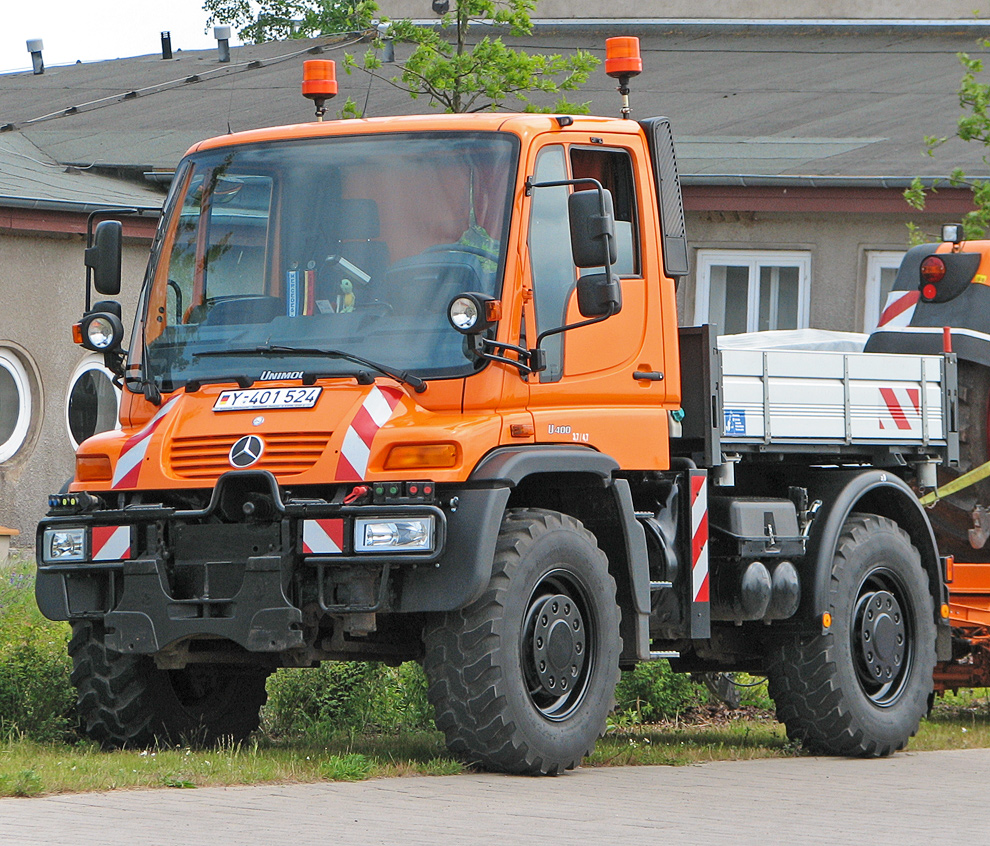
Unimog 405 (U 400), 2000–2013

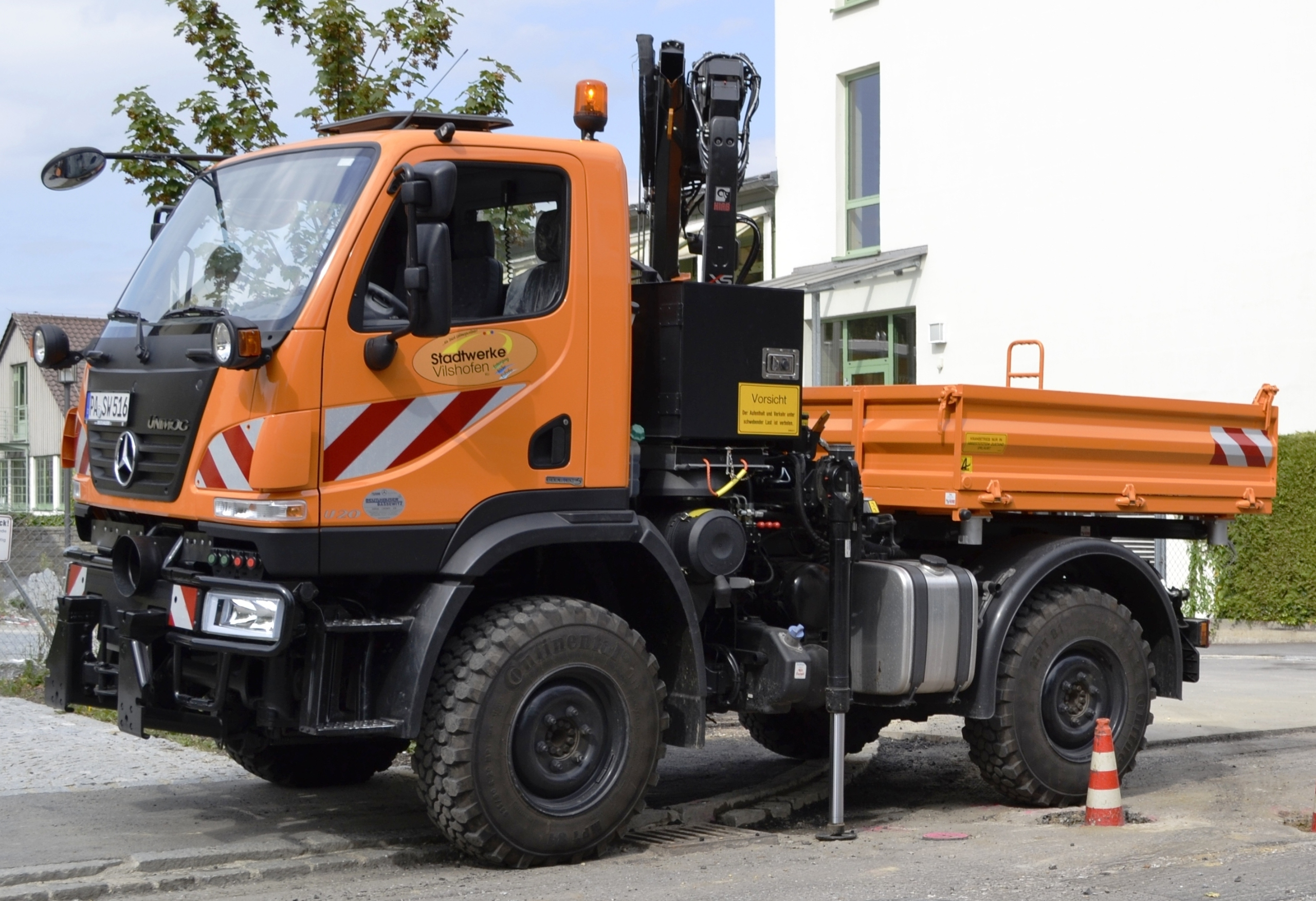
Unimog 405 (U 20)

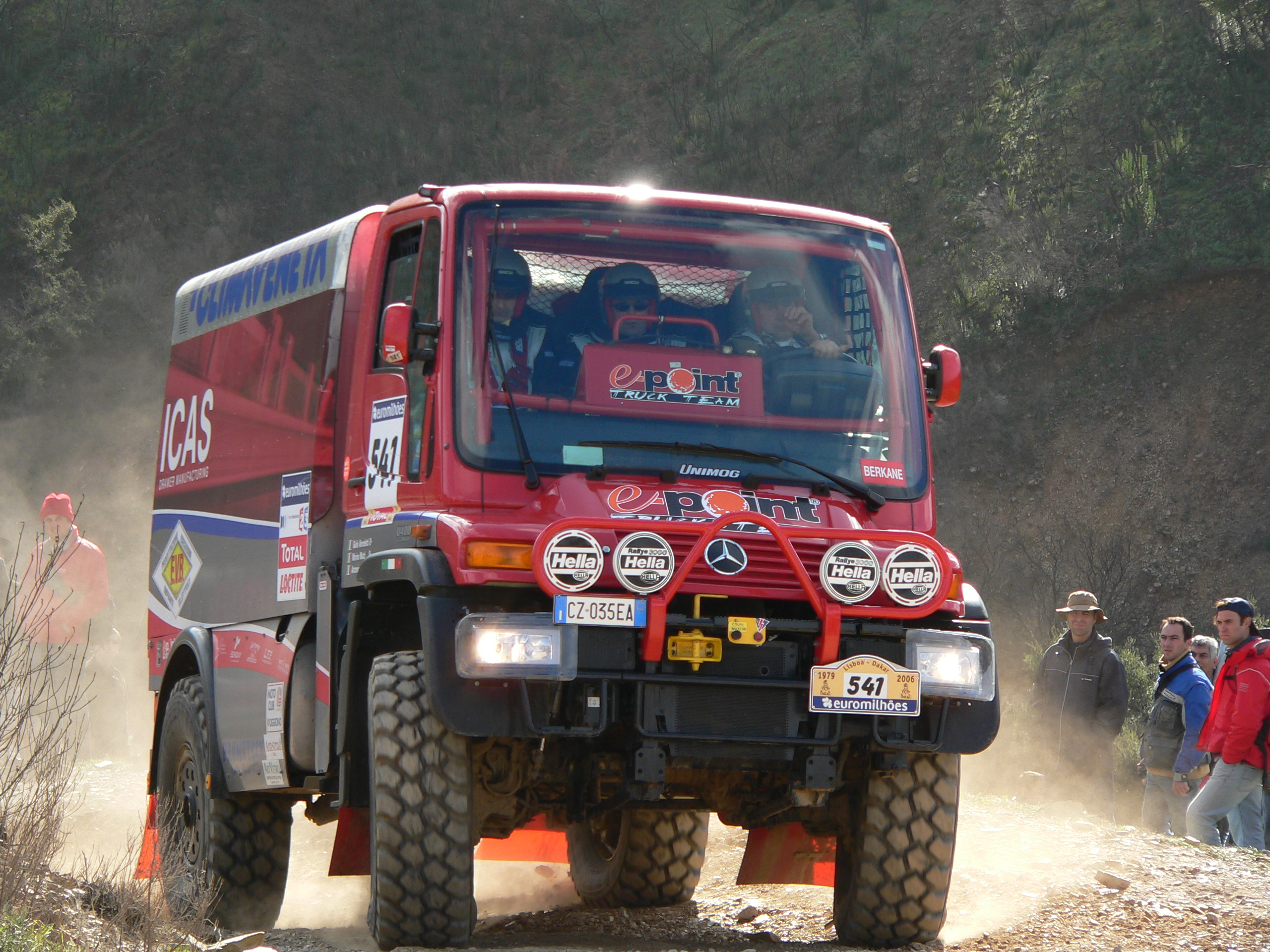
Unimog U400L mit Überrollkäfig während der Rallye Dakar 2006

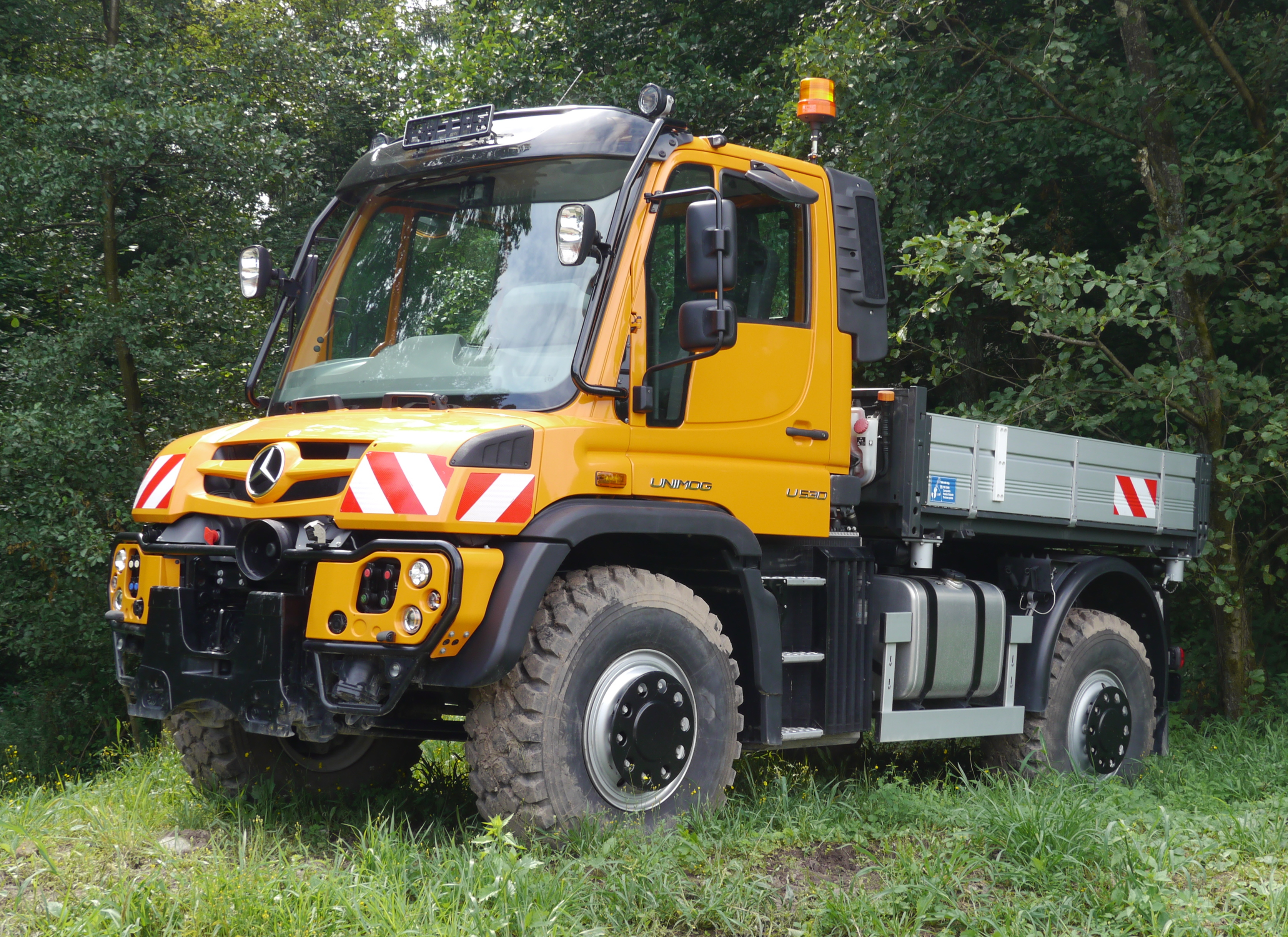
Unimog 405 (U 423), seit 2013

Im Frühjahr 2000 wurden das Unimog-Programm grundlegend überarbeitet und alle bisherigen Fahrzeuge mit Ausnahme der schweren Baureihe von der neuen Geräteträger-Baureihe 405 abgelöst. Optisch unterscheidet sich die Baureihe 405 von den bisherigen Fahrzeugen durch eine komplett neue Kabine. Es werden die Modelle U 300, U 400 und U 500 angeboten. Daimler hat diese Baureihe als kommunalen Geräteträger konzipiert. Zwei Jahre nach dessen Einführung zog die Unimog-Produktion nach über 320.000 produzierten Einheiten von Gaggenau nach Wörth am Rhein um. Dort begann die Fertigung am 26. August 2002. Die bisherige schwere Baureihe 437.1 wurde durch den technisch ähnlichen, nun aber als „hochgeländegängig“ bezeichneten Unimog der Baureihe 437.4 abgelöst. Das Unimog-Programm besteht seitdem nur noch aus zwei Baureihen (405 und 437.4).
Auf der Nutzfahrzeug-IAA 2006 wurde als weiteres Modell der Baureihe 405 der Unimog U 20 präsentiert, der Ende 2007 auf den Markt kam. Technisch gehört das Fahrzeug weiterhin zur Baureihe 405, das Fahrerhaus ist jedoch ein Frontlenkerfahrerhaus und entspricht der Accelo-Baureihe aus Brasilien. Der Radstand ist auf 2700 mm verkürzt.
Im August 2013 erfuhren die Unimog-Baureihen 437.4 und 405 eine technische Überarbeitung, um die Abgasnorm Euro 6 zu erfüllen. Der Unimog 405 ist nun auch als Unimog U 200 erhältlich.

## Unimog-Museum Gaggenau
Nach der Entscheidung, die Unimog-Produktion in das Mercedes-Werk in Wörth am Rhein zu verlagern, wurde die Idee eines Museums am traditionellen Produktionsstandort, dem Mercedes-Benz-Werk Gaggenau, geboren. Im März 2005 begannen im benachbarten Kuppenheim die Bauarbeiten, die Eröffnung des Unimog-Museums erfolgte am 3. Juni 2006. Der 3,5 Millionen Euro teure Bau zeigt die Unimog-Geschichte. Einer der Betreiber ist der Unimog-Club Gaggenau.

## Auszeichnungen
Mercedes-Benz ist im Jahr 2016/2017 für den Zweiwege-Unimog vom Typ U 423 (in der Kategorie „Energie + Umwelt“) mit dem Innovationspreis des Privatbahn Magazin ausgezeichnet worden.